# Mannheim
Pour les articles homonymes, voir Mannheim (homonymie).
 (mai 2025).
Si vous disposez d'ouvrages ou d'articles de référence ou si vous connaissez des sites web de qualité traitant du thème abordé ici, merci de compléter l'article en donnant les références utiles à sa vérifiabilité et en les liant à la section « Notes et références ».
Mannheim (prononcé : /ˈman.ˌhaɪ̯m/ ) est une ville industrielle du Land du Bade-Wurtemberg, dans le sud-ouest de l'Allemagne. Elle est une ville-arrondissement de l'aire urbaine Rhin-Neckar.
Fondée en 1606 par l'électeur palatin Frédéric IV, qui en fit une place forte, Mannheim se développa en un bourg marchand qui connut un essor rapide.
Ses habitants en font la deuxième plus grande ville du Land après Stuttgart. L'agglomération constituée de Mannheim et de sa ville voisine Ludwigshafen, située de l'autre côté du Rhin, compte environ 482 000 habitants. Mannheim constitue le centre économique et culturel de la métropole européenne Rhin-Neckar, ainsi qu'un important nœud ferroviaire et le plus grand port fluvial du pays, au confluent du Rhin et du Neckar. Depuis la fin du XIXe siècle, elle est équipée d'un réseau de tramway et d'autobus, actuellement partagé avec la ville de Ludwigshafen et géré par la société Rhein-Neckar-Verkehr.
Mannheim est une ville universitaire. Elle abrite l’université de Mannheim, qui occupe le château baroque, et l'université de médecine.
La ville est surnommée Quadratestadt (« ville carrée / ville des carrés ») en raison de la topologie des rues du centre-ville fondé en 1606, qui forment un quadrillage à la manière romaine. Le centre-ville est marqué par l'influence du style Art nouveau, visible dans certaines façades et sur le château d'eau de Mannheim.

## Géographie

### Situation
Mannheim est au centre de la Région Rhin-Neckar (Rhein-Neckar-Dreieck), une région de forte densité de population regroupant 2,35 millions d'habitants, répartis sur Mannheim et Heidelberg dans le Bade-Wurtemberg, le Sud-Est de la Rhénanie-Palatinat avec notamment la ville de Ludwigshafen et le sud de l'État de Hesse.
La ville de Stuttgart (capitale de l'État du Bade-Wurtemberg) se situe à 95 km au sud de Mannheim, et Francfort-sur-le-Main (dans l'État de Hesse) se situe à 70 km au nord de Mannheim.
Sur les plaques d'immatriculation des véhicules de Mannheim, on peut lire les lettres MA dans le cartouche désignant la ville.

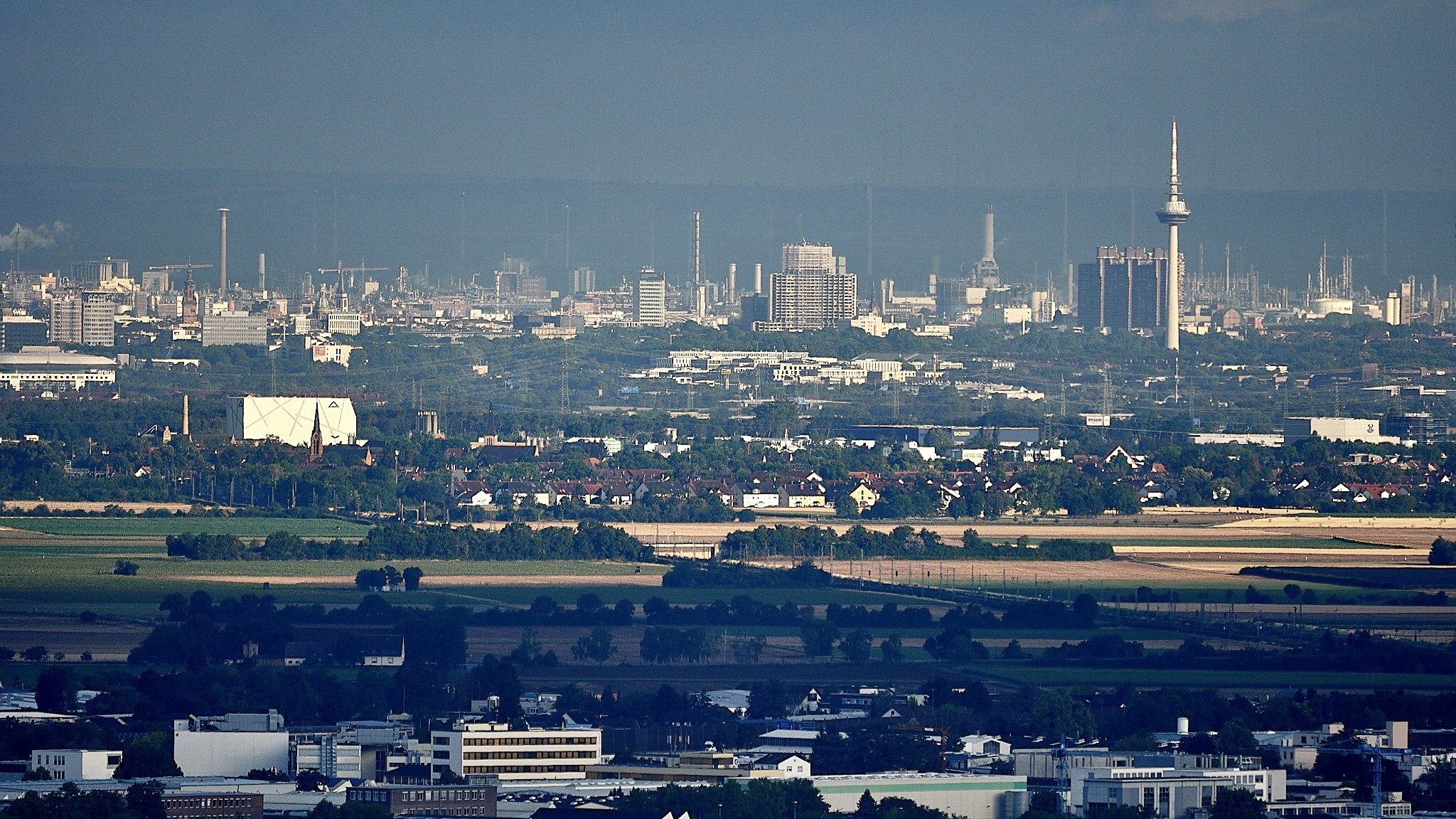
Horizon de Mannheim vu de Heidelberg.
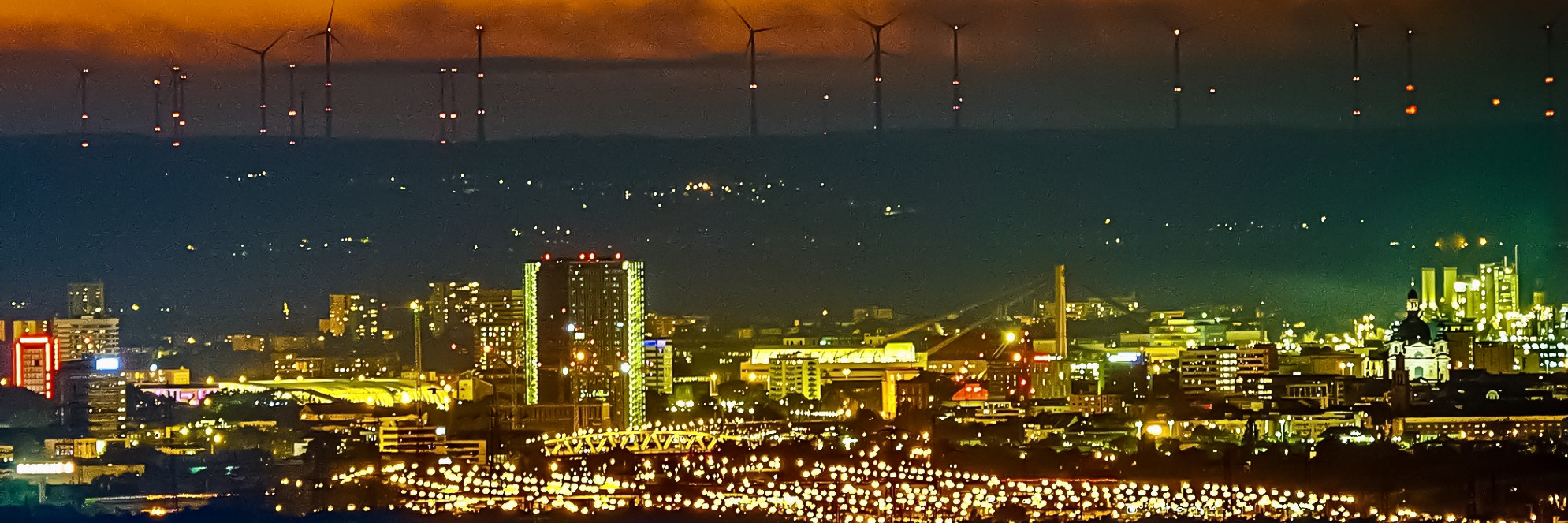
Victoria Tower Mannheim à la gare de triage de nuit.
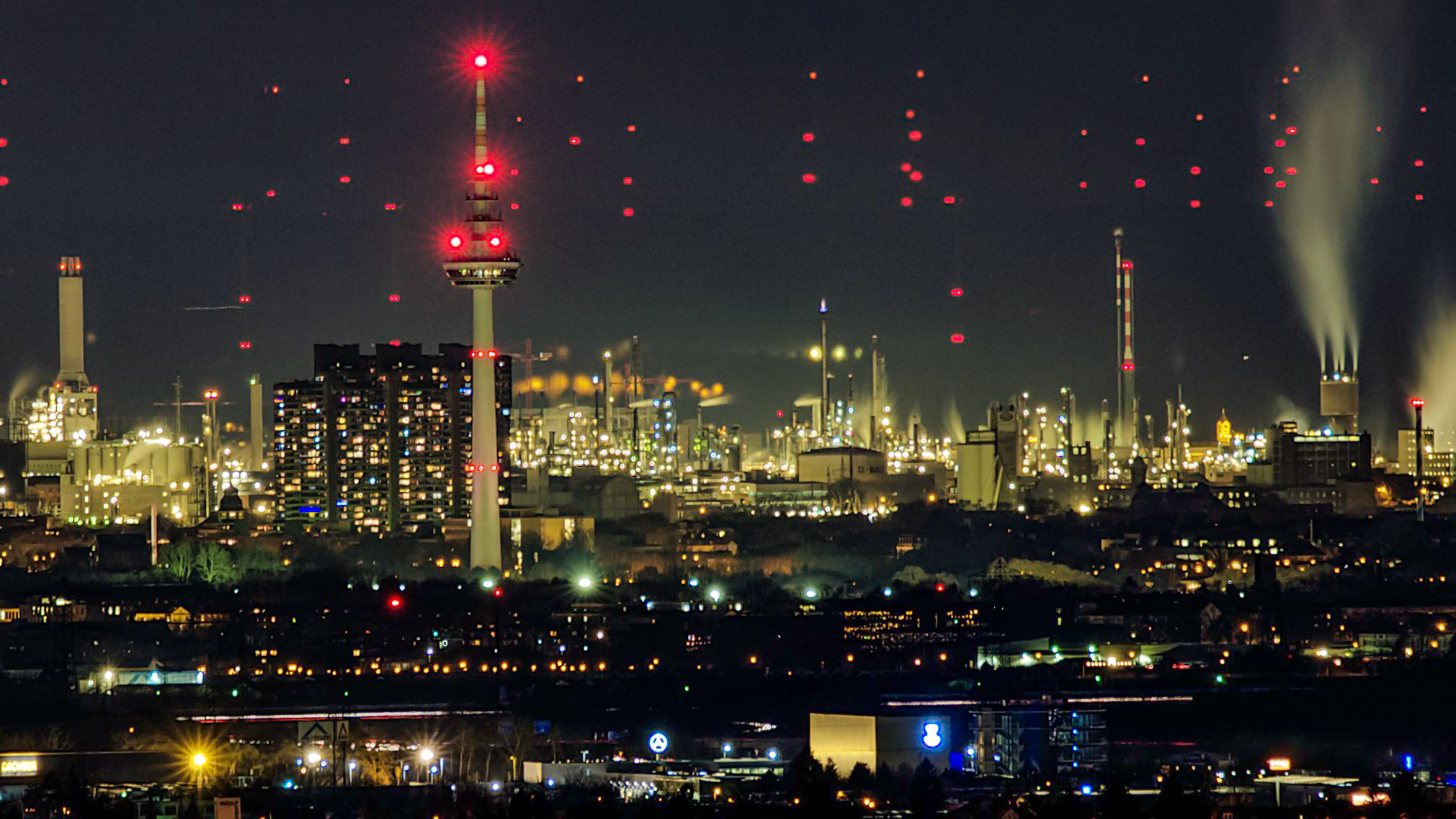
Mannheim est séparée par le Rhin de sa ville jumelle de Rhénanie-Palatinat, Ludwigshafen am Rhein, avec laquelle elle forme une zone urbaine cohérente.
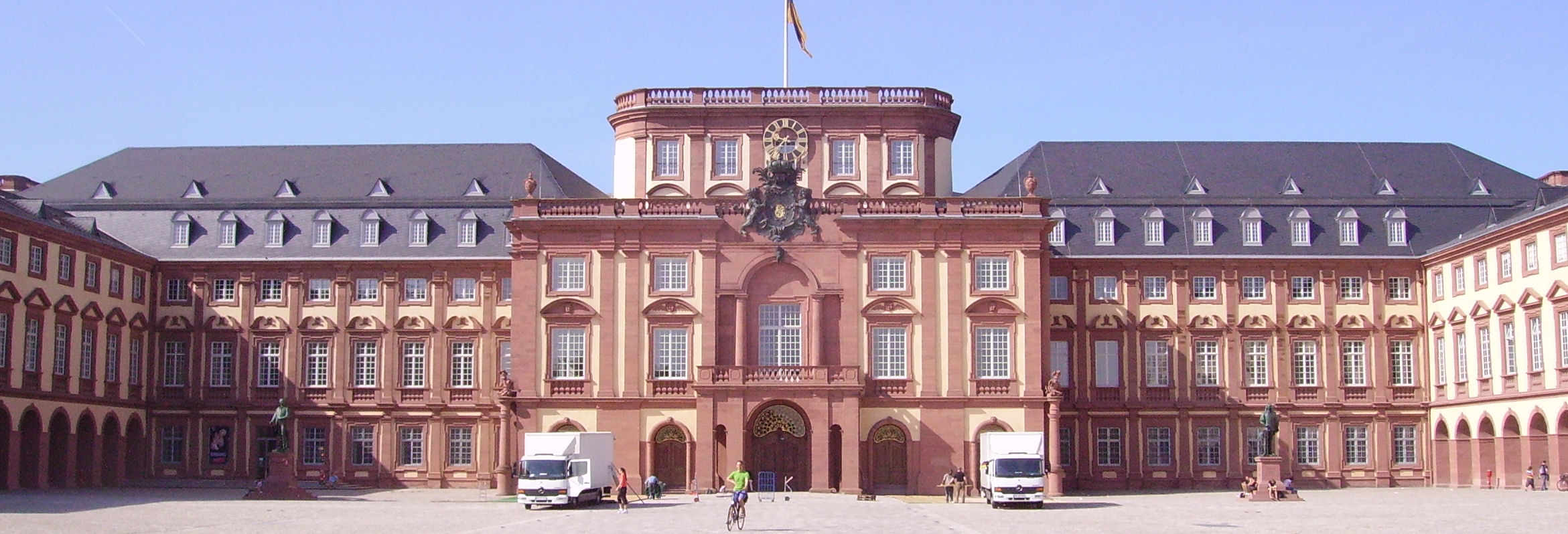
Mannheimer Schloss.
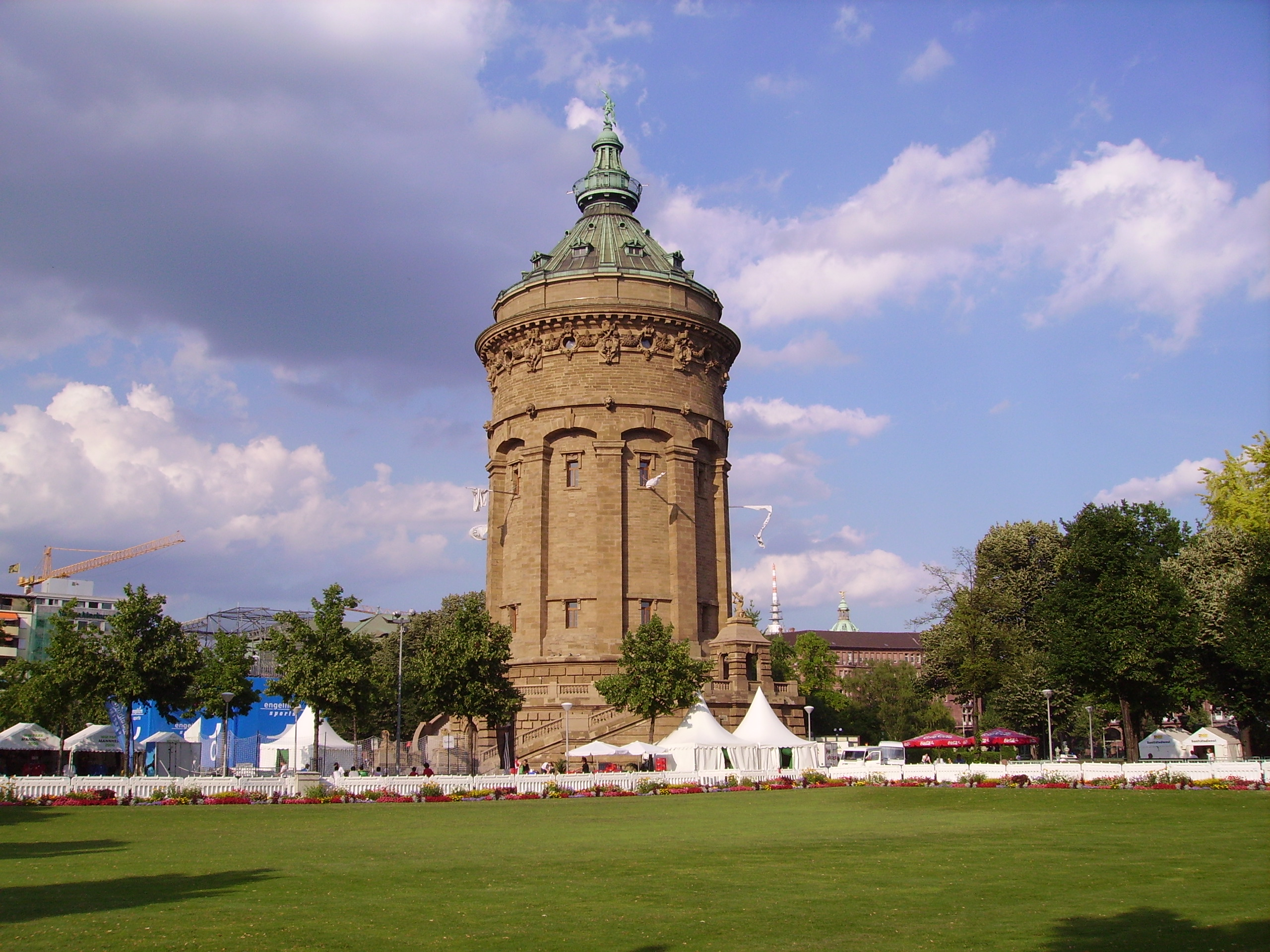
Wasserturm.
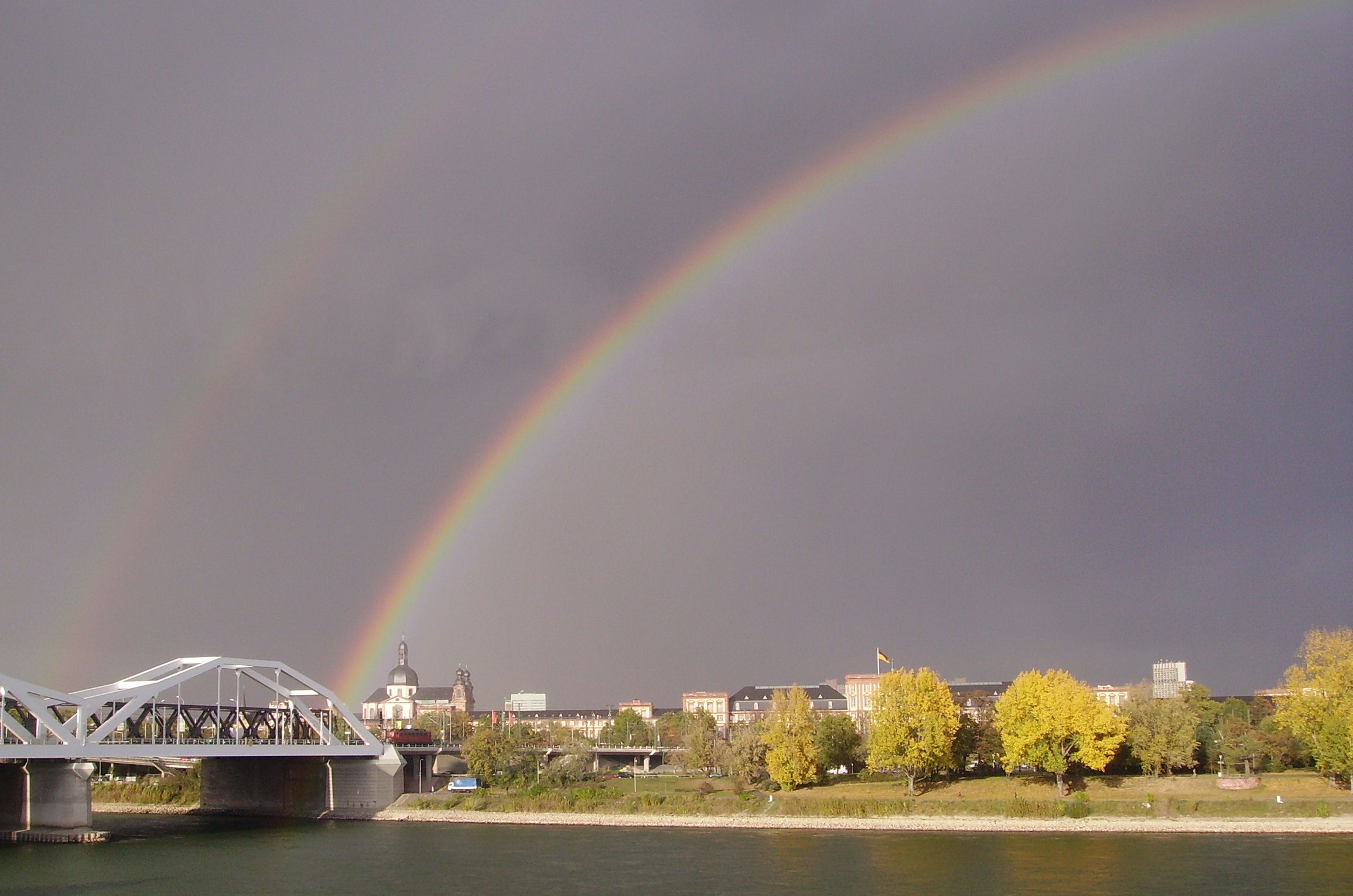
Jesuitenkirche.
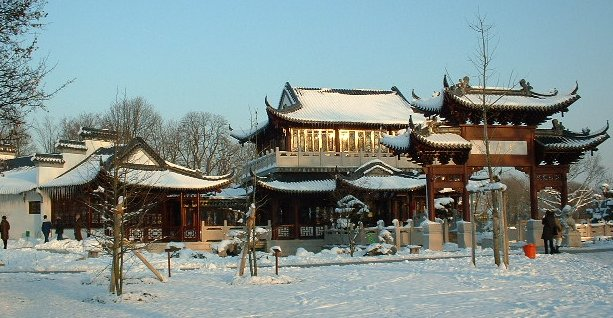
Luisenpark.

### Hydrographie

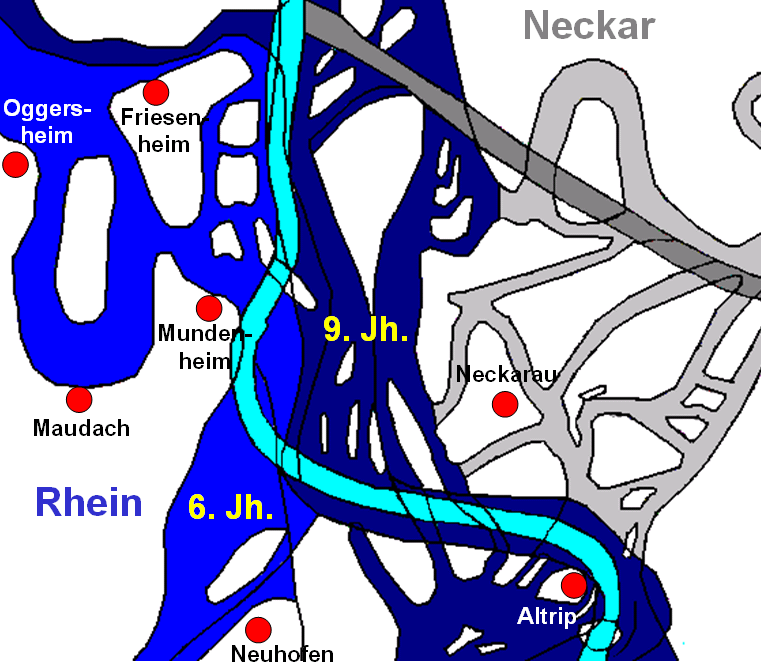
Différents lits pour le Rhin et le Neckar, au confluent entre ces deux cours d'eau, au VIe siècle, au IXe siècle et aujourd'hui.

La ville est située sur le confluent entre le Rhin et le Neckar. Elle s'étend sur la rive droite du Rhin, de part et d'autre du Neckar.
Mannheim a connu les travaux de rectification du Rhin (en allemand : Rheinbegradigung, Rheinregulierung, Rheinkorrektur ou encore Rheinrektifikation) dirigés par l'ingénieur Johann Gottfried Tulla entre 1817 et 1876, consistant à éliminer les méandres du fleuve dans le sud de l'Allemagne. En conséquence, le confluent avec le Neckar a été déplacé et il subsiste un ancien bras de Rhin au nord du confluent, le Vieux-Rhin (Alter Rhein), qui est aujourd'hui le port industriel de Mannheim.

### Communes voisines
Communes proches de Mannheim :

### Climat

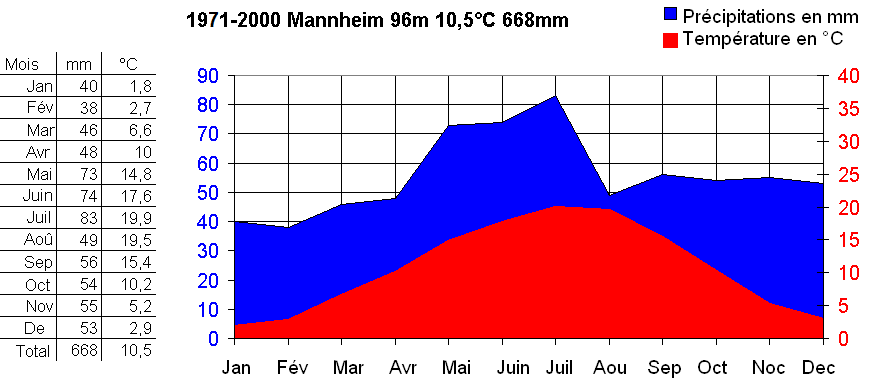
Précipitations et températures à Mannheim.

Le mois le plus chaud est le mois de juillet, avec une température moyenne de 19,9 °C, janvier est le mois le plus froid, avec 1,8 °C de moyenne. Les températures excédant 30 °C sont courantes en été. La plus haute température a été enregistrée le 8 août 2003 : 39 °C. Le même jour, la Deutscher Wetterdienst, le service météorologique de la République fédérale d'Allemagne, a enregistré une température de 40,1 °C à Mannheim-Seckenheim. Entre 2001 et 2006, la région a reçu des précipitations annuelles moyennes de 713 mm ; c'est en juillet qu'elles sont les plus importantes. Du fait de la présence des deux cours d'eau, la ville connaît du brouillard fréquent en automne. Le Rhin et le Neckar sont d'ailleurs la cause d'une hygrométrie qui dépasse la moyenne de la région.

## Histoire
| Appartenances historiques Palatinat du Rhin 1284-1803 Électorat de Bade 1803–1806 Grand-duché de Bade 1806–1918 Empire allemand 1871-1918 République de Weimar 1918–1933 Reich allemand 1933–1945 Allemagne occupée 1945–1949 Allemagne de l'Ouest 1949-1990 Allemagne 1990–présent |

Un moment capitale du Palatinat, Mannheim constitue aujourd'hui le centre économique et culturel de la région. La ville n'a jamais pu complètement renouer avec sa prospérité culturelle du XVIIe siècle, mais c'est là qu'on été inventées les premières bicyclettes, l'automobile et certaines machines agricoles comme le tracteur.

### Origines: plusieurs villages
Plusieurs localités anciennes font partie de la ville actuelle de Mannheim : Mannenheim, Hermsheim, Neckarau, notamment.
Le village de Mannenheim (= Heim des Manno) « Maisons de Manno» est mentionné pour la première fois en 766 dans le Lorscher codex. Resté longtemps un petit village de pêcheurs, Mannheim passe en 1284 sous le contrôle du Palatinat, dirigé à Heidelberg par la maison des Wittelsbach. En 1566, Mannheim compte parmi les plus importants villages de l'arrondissement de Heidelberg, avec 700 habitants environ, dont 130 chefs de foyer soumis aux impôts.
Le village de Hermsheim est mentionné pour la première fois en 771 dans le Lorscher Codex.
Neckarau existe depuis 368 ; on y trouve le château d'Alta Ripa (Altrip). En 1212, l'empereur Frédéric II fait don de Neckarau à l'évêque de Worms. De 1294 à 1365, le confluent du Neckar et du Rhin ayant été modifié, le village de Hermsheim rejoint Neckarau. 
En 1496, Neckarau est intégré à l'arrondissement (Oberamt) de Heidelberg. En 1577, Neckarau compte 101 foyers. Détruit en 1689, le village compte 1 253 habitants en 1817. L'industrie s'y développe dans la seconde moitié du XIXe siècle. En 1899, Neckarau est le village le plus peuplé du grand-duché de Bade, date de son annexion à la commune de Mannheim.

### Débuts de la ville (XVIIesiècle)

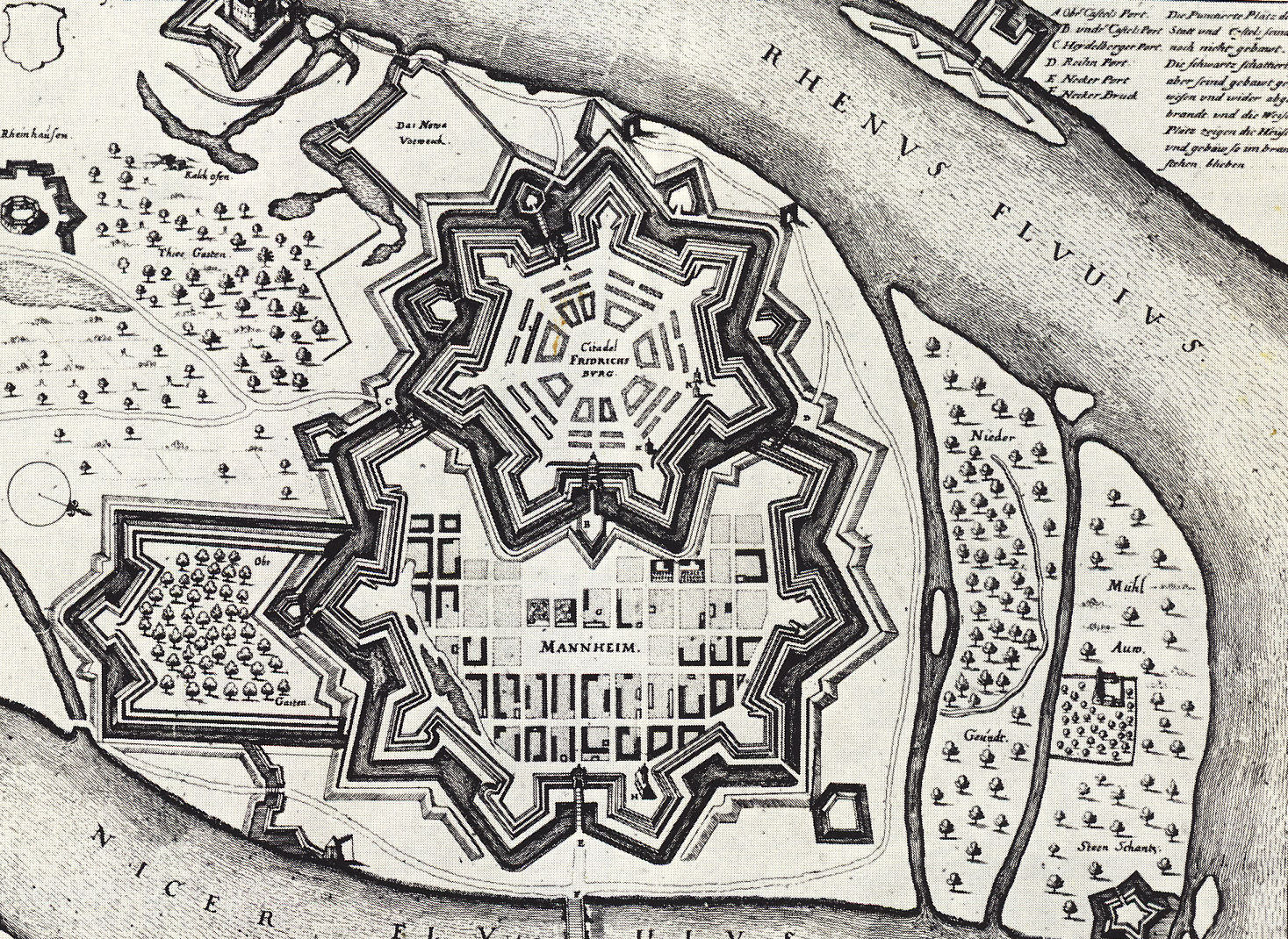
La tête de pont de Mannheim (Mannheimer Rheinschanze) et la citadelle, en 1645.

Le 17 mars 1606, le prince-électeur Frédéric IV du Palatinat pose la première pierre du château de Frédéric (Friedrichsburg). Le 24 janvier 1607, Mannheim reçoit les privilèges qui lui donnent le statut de ville (Stadtprivilegien).
L'électeur confie à l'architecte hollandais Bartel Janson le soin d'organiser la ville.
Le projet initial d'un réseau de rues perpendiculaires a été conservé jusqu'à aujourd'hui, d'où le surnom de Mannheim : Die Quadratestadt (« la ville quadrillée »).
Pendant la guerre de Trente Ans (1618-1648), au cours de laquelle Mannheim combat aux côtés de l'Union protestante, la ville est détruite en 1622 par les troupes de Johann t’Serclaes von Tilly. En conséquences de la guerre et des épidémies, Mannheim subit une chute de sa population, ramenée à environ 1 200 habitants en 1618.
En 1652, Charles Ier Louis du Palatinat octroie des privilèges étendus afin de favoriser la reconstruction de la ville. Cependant, pendant la guerre de la Ligue d'Augsbourg (ou « guerre de Neuf Ans »), la ville est prise en 1688 par Vauban et à nouveau détruite par les troupes françaises en 1689.
En 1692, la colonie de Neu-Mannheim est construite sur la rive droite du Neckar, mais est en grande partie détruite par un incendie en 1697. Le prince-électeur Jean-Guillaume de Neubourg-Wittelsbach la fait reconstruire. En 1698, il étend les privilèges afin de faire revenir les habitants qui s'étaient enfuis et d'accueillir de nouveaux habitants.
En 1709, la forteresse du Friedrichsburg et la ville de Mannheim sont réunies.

### Mannheim capitale du Palatinat (XVIIIesiècle)

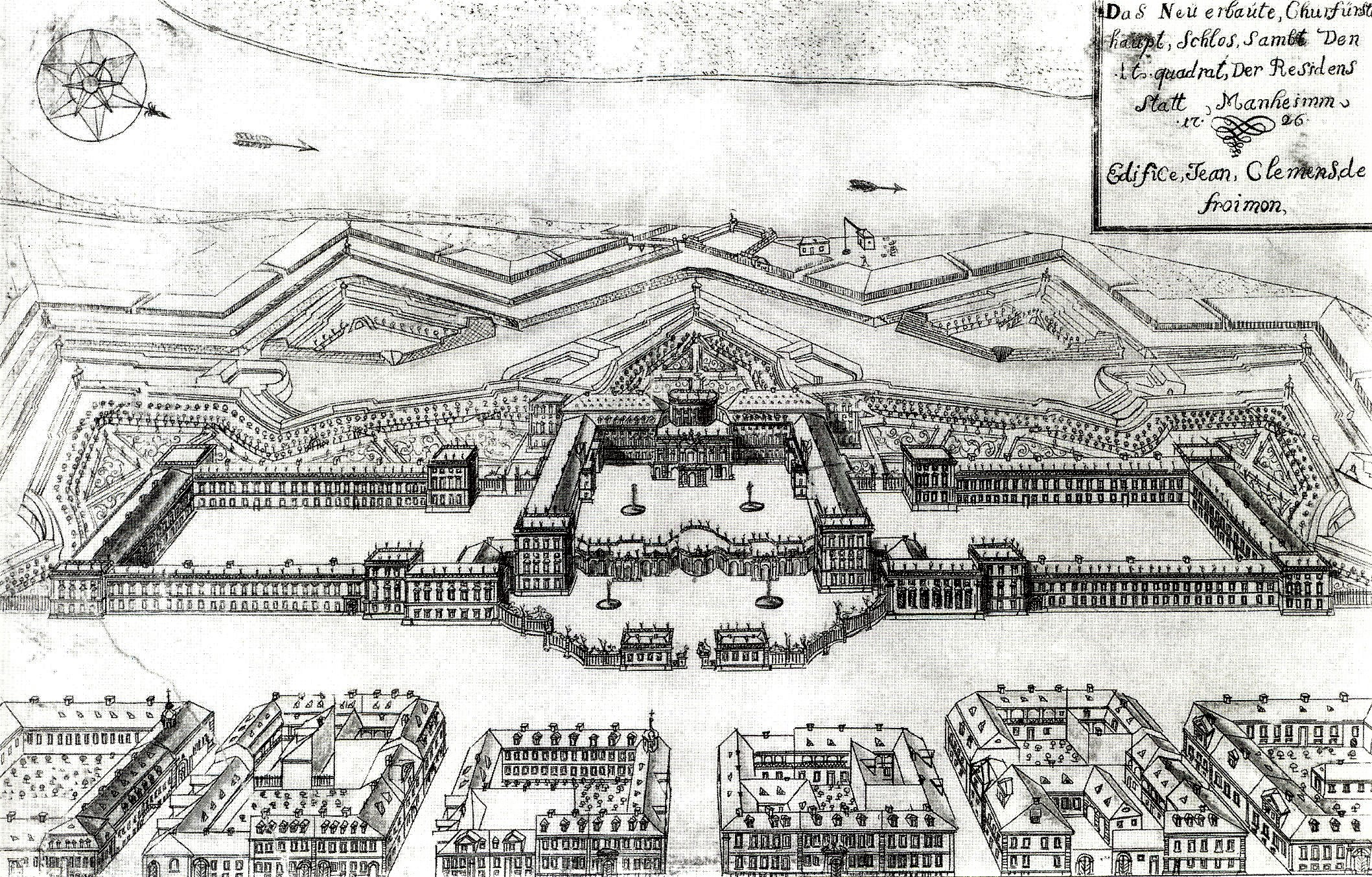
Le château de Mannheim, en 1725.

En 1720, le prince-électeur Charles III Philippe du Palatinat transfère sa cour et son administration de Heidelberg à Mannheim et lance la construction du Château de Mannheim, achevé en même temps que l'église jésuite en 1760. Mannheim devient alors officiellement la capitale du Palatinat, elle compte 25 000 habitants, c'est le début d'une courte période de splendeur. La cour du Palatinat favorise énormément l'art, la musique, les sciences et le commerce.
L'école de Mannheim, fondée vers 1750 par le Johann Stamitz, développa de façon particulièrement efficace la musique classique. L'école d'orchestre (Orchesterschule) est devenue, après l'école préclassique de Vienne et aux côtés de l'école de Berlin, l'une des plus innovantes durant la période de transition de la musique entre la musique baroque et la musique de la période classique.
Mozart vient en 1777 à Mannheim, où il passe un an. Christian Cannabich, directeur de l'orchestre de Mannheim, alors célèbre, se lie d'amitié avec Mozart. Les efforts pour la création d'un opéra allemand se révélèrent très fructueux pour Mozart.
À cette époque, des bâtiments célèbres font leur apparition, comme le magasin du secteur N1, sur la Paradeplatz. La première pierre de l'église jésuite, plus grande église baroque du Rhin supérieur, est posée (mais elle n'a été achevée qu'en 1960).
En 1763, le prince-électeur Charles Théodore de Bavière fonde en 1775 l'Académie des sciences du Palatinat et la Deutsche Gesellschaft (« société allemande »). En 1774, Christian Mayer s'installe dans l'observatoire de Mannheim (Mannheimer Sternwarte). Johann Wolfgang von Goethe, Friedrich Schiller, Friedrich Gottlieb Klopstock, Gotthold Ephraim Lessing et Christoph Martin Wieland ont laissé une trace de leur art à Mannheim.
En 1778, pour pouvoir prendre possession de son héritage bavarois, Charles Théodore de Bavière doit transférer sa résidence à Munich. Cela a provoqué un déclin économique et culturel pour Mannheim. La direction du théâtre national de Mannheim est confiée à Wolfgang Heribert von Dalberg. Le prince-électeur a déféré la propriété du théâtre à la cour de Mannheim, en contrepartie de son départ.
Entre 1790 et 1794, le cours du Neckar est rectifié.
Occupée par les Français en septembre 1795, reconquise par les troupes autrichiennes en décembre de la même année et partiellement détruite par les artilleries, elle est reprise en 1798, par les Français.

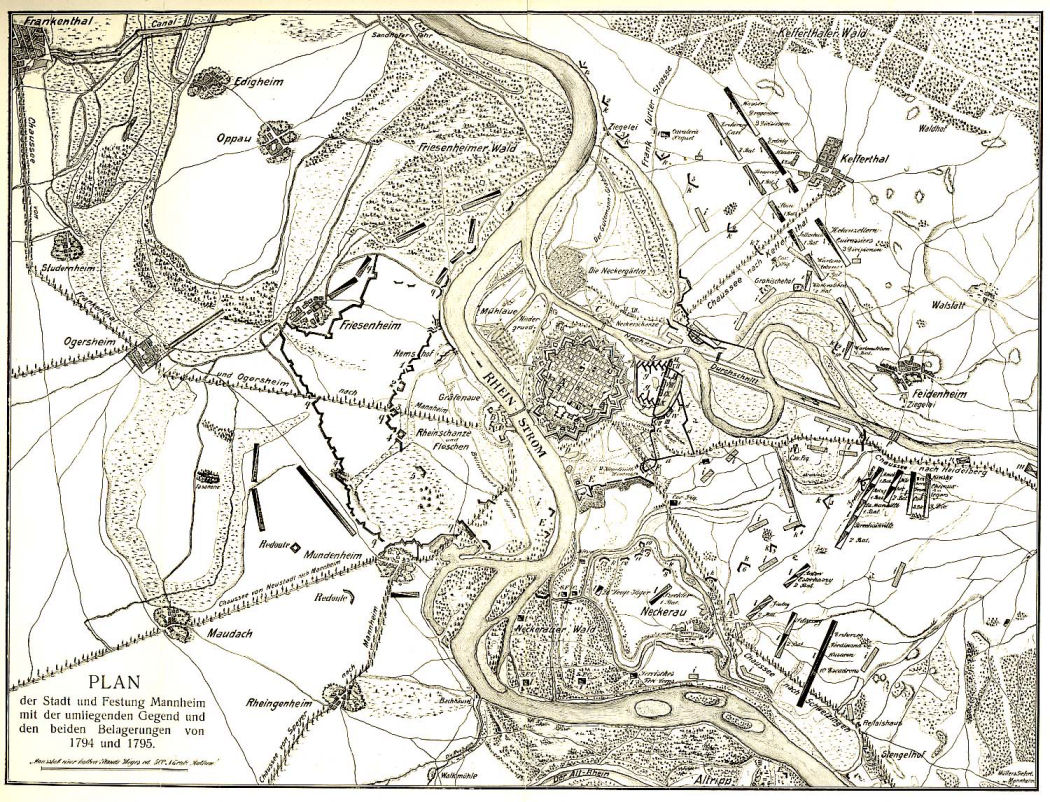
Le siège de Mannheim, 1794/1795.

### Intégration au duché de Bade (début duXIXesiècle)
À la suite du Recès de la Diète d'Empire de 1803, le Palatinat est dissous et Mannheim passe sous le contrôle de l'électorat de Bade, dont elle reçoit le statut de ville frontalière (Grenzstadt) en raison de sa situation tout au Nord-Ouest du Bade. La ville constitue en une entité autonome au sein du grand-duché de Bade.
En 1817, Karl Drais essaye sa draisienne, une des premières bicyclettes, sur la voie reliant le château et le quartier de Rheinau, en vue de remplacer avec cet engin les chevaux morts de faim.
En 1818, après la mort prématurée de son mari le grand-duc Charles II de Bade sans descendance masculine survivante, la grande duchesse Stéphanie, fille adoptive de Napoléon Ier, s'établit avec ses filles au château de Mannheim.
En 1819, Karl Ludwig Sand, un démocrate appartenant au groupe de la Burschenschaft assassine l'écrivain réactionnaire et homme politique russe August von Kotzebue. Cet événement provoque des mesures de répression anti-libérale et anti-nationaliste dans la Confédération allemande (Karlsbader Beschlüsse).

### Prospérité économique duXIXesiècle

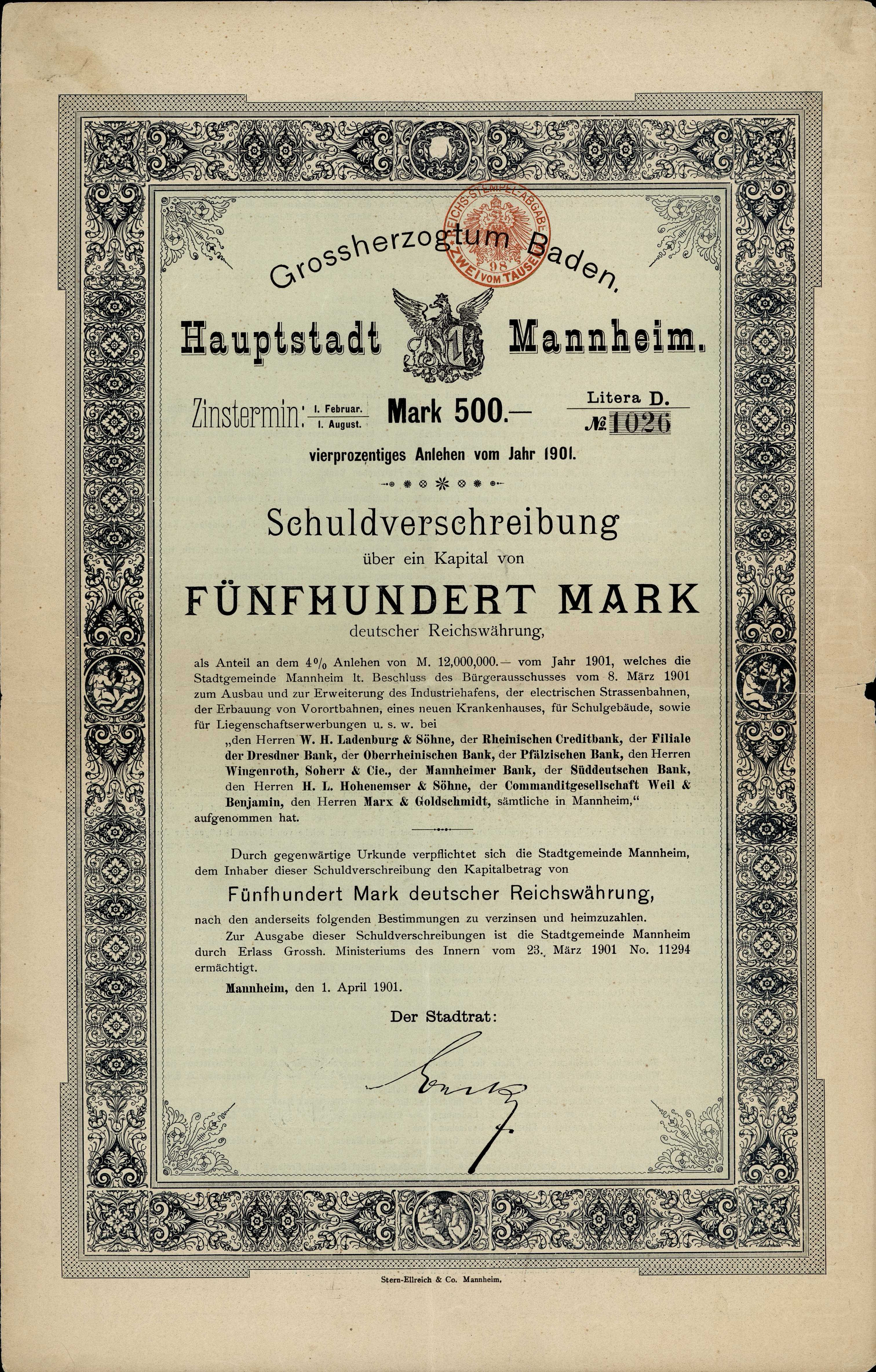
Obligation de Mannheim en date du 1 avril 1901.

Grâce à l'accroissement de l'influence économique de la bourgeoisie, Mannheim connait une nouvelle période de prospérité. Le port de Mannheim est ouvert en 1828. La première ligne de chemin de fer, entre Mannheim et Heidelberg, est ouverte en 1840. le chemin de fer du Bade est construit initialement avec des voies de 1 600 mm de large, d'où la reconstruction ultérieure des voies ferrées avec la norme en vigueur en Allemagne.
Mannheim est l'épicentre des mouvements révolutionnaires pendant la révolution de Mars (Märzrevolution) de 1848. Le 27 février 1848 s'est tenue la première assemblée populaire dans le grand-duché de Bade. De la ville de Mannheim sont venus des libéraux modérés, comme Friedrich Daniel Bassermann, Karl Mathy et Alexander von Soiron, des centristes comme Lorenz Brentano, mais aussi des radicaux-démocrates comme Karl Blind, Friedrich Hecker ou Gustav Struve. Après la répression de la révolution du Bade (Badische Revolution), en 1849, de nombreux révolutionnaires ont été exécutés par décision de la cour martiale, dont Valentin Streuber, Karl Höfer et Wilhelm Adolph von Trützschler. En 1863, la commune de Ladenburg a été annexée au district de Mannheim.
En 1865, Frédéric Engelhorn fonde la société BASF (Badische Anilin- & Soda-Fabrik, en français : « Fabrique d'aniline et de soude de Bade »), qui a été transférée par la suite à Ludwigshafen, sur l'autre rive du Rhin. Au départ fabrique de colorants, BASF est devenu la plus grande entreprise chimique au monde. En 1868, la convention de Mannheim (die Mannheimer Akte, ou encore, suivant les termes officiels Revidierte Rheinschifffahrtsakte vom 17. Oktober 1868) a été adoptée ; encore aujourd'hui, cette convention définit la réglementation de la circulation des bateaux sur le Rhin. Précurseur du tramway électrique, un tramway hippomobile a été ouvert en 1878. En 1880, Werner von Siemens présenta le premier ascenseur électrique. En 1886, Carl Benz fit breveter son engin roulant muni d'un moteur à combustion interne (Fahrzeug mit Gasmotorenbetrieb) et effectua la première démonstration le 3 juillet. Le 5 août 1888, sa femme Bertha Benz boucla avec ses deux fils le premier long trajet en automobile, jusqu'à Pforzheim. En 1895, la ville de Sandhofen acheta l'île de Friesenheim et entreprit la construction du port industriel. L'annexion de Käfertal a permis de rattacher à la commune de Mannheim la zone industrielle de Waldhof. La ville comptait alors cent mille habitants. D'autres annexions de communes voisines à celle de Mannheim ont eu lieu par la suite : celle de Neckarau en 1899, celles de Feudenheim et de Sandhofen en 1910, puis celle de Rheinau-Gebiet en 1913. À l'issue de ces annexions, la superficie de la commune a augmenté de presque 350 %. À cette période, on parlait de « croissance américaine » (amerikanische Wachstum). Le premier tronçon de tramway électrique a été mis en service en 1900.
En 1907, la ville fête son 300e anniversaire, avec l'inauguration du musée Kunsthalle de l'architecte Hermann Billing. Le grand-duc Frédéric Ier de Bade inaugure le port industriel de Mannheim. D'importantes entreprises s'installèrent ; Mannheim tendait à devenir la plus importante ville industrielle et commerciale du Sud-Ouest de l'Allemagne.

### Après la Première Guerre mondiale
Après la Première Guerre mondiale, à la suite de l'occupation française de la rive gauche du Rhin, Mannheim est devenue une ville frontalière. En 1921, la société Heinrich Lanz AG présenta le premier tracteur, le célèbre Bulldog, qui introduisit une révolution par la mécanisation de l'agriculture. En 1922, la grande centrale électrique de Mannheim a été mise en service. En 1924, les communes de l'ancien district de Schwetzingen ont été rattachées au district de Mannheim. En 1925, la galerie d'art, alors dirigée par Gustav Friedrich Hartlaub présentait l'exposition Neue Sachlichkeit, qui donna son nom à un mouvement artistique significatif des années 1920 [réf. nécessaire]. En 1928, Hermann Heimerich fut le premier social-démocrate élu maire (Oberbürgermeister) de Mannheim. Le processus d'annexion des communes a été achevé en 1930, avec l'intégration des communes de Seckenheim et de Friedrichsfeld.
Entre 1867 et 1930, Mannheim et sa ville sœur Ludwigshafen, issue du développement d'une tête de pont de Mannheim sur la rive gauche du Rhin : Mannheimer Rheinschanze, sont passées de 42 000 à 385 000 habitants.

### Mannheim sous le Troisième Reich
Après les élections législatives de mars 1933 (Reichstagswahl), déjà imprégnées de terreur et au cours desquelles les nationaux-socialistes n'ont pas obtenu la majorité, avec 35,5 % des suffrages, Mannheim est soumise au processus de la Gleichschaltung. En 1936, l'arrondissement (Landkreis) de Mannheim a été créé à partir du district de Mannheim et du district de Weinheim. En 1936, la ville de Mannheim quitte l'arrondissement, pour devenir une ville-arrondissement, tout en restant le siège de l'arrondissement de Mannheim.
Le 27 mars 1945 a eu lieu la première capitulation téléphonique de l'histoire. La ville a été occupée sans combats par des unités de la 7e armée (États-Unis) du général Alexander Patch.

### Annexion des communes voisines
Entre 1895 et 1944, Mannheim a annexé les communes voisines, dont Mannheim-Neckarau qui était le plus important village du grand-duché de Bade. Lors de la grande réforme des subdivisions administratives (Gebietsreform), dans les années 1970, il était question d'intégrer à Mannheim les communes de Brühl, Ilvesheim, Edingen-Neckarhausen et Ladenburg. Ces annexions n'ont pas eu lieu du fait de la protestation des habitants ; ainsi Mannheim est l'une des rares communes du Bade-Wurtemberg n'ayant pas augmenté sa superficie lors de cette réforme.
| Année | Commune             | Croissance en ha |
| ----- | ------------------- | ---------------- |
| 1895  | Friesenheimer Insel | 717              |
| 1897  | Käfertal            | 1776             |
| 1899  | Neckarau            | 1575             |
| 1910  | Feudenheim          | 781              |
| 1913  | Sandhofen           | 2437             |
| 1913  | Rheinau             | 959              |
| 1929  | Wallstadt           | 674              |
| 1930  | Seckenheim          | 1687             |
| 1930  | Friedrichsfeld      | 225              |
| 1930  | Kirschgartshausen   | 483              |
| 1930  | Sandtorf            | 264              |
| 1930  | Straßenheim         | 406              |
| 1944  | Brühl (en partie)   | 233              |

La superficie initiale était de 2 384 ha.

### De la reconstruction à nos jours
Le 31 mai 2024, plusieurs personnes sont grièvement blessées au couteau lors d'un attentat islamiste à Mannheim. L'attentat visait l'activiste Michael Stürzenberger et le Mouvement citoyen Pax Europa. Parmi les blessés, un policier de 29 ans, touché par des coups de couteau à la tête et à la nuque, décède de ses blessures le 2 juin 2024. L'agresseur, abattu par un autre policier, s'appelait Sulaiman A. et était un immigré afghan de 25 ans arrivé en Allemagne en 2014.
Le 5 juin 2024, une nouvelle agression au couteau survient dans la ville de Mannheim où un candidat aux élections municipales pour le parti AfD est grièvement blessé.

## Politique

### Historique des bourgmestres
|  | Nom                      | Parti   | Début | Fin         |
|  | ------------------------ | ------- | ----- | ----------- |
|  | Johann Wilhelm Reinhardt |         | 1810  | 1820        |
|  | Valentin Möhl            |         | 1820  | 1832        |
|  | Heinrich Andriano        |         | 1833  | 1835        |
|  | Ludwig Jolly             |         | 1836  | 1849        |
|  | Friedrich Reiss          |         | 1849  | 1852        |
|  | Hans Christian Diffené   |         | 1852  | 1861        |
|  | Ludwig Achenbach         |         | 1861  | 1870        |
|  | Eduard Moll              |         | 1870  | 1891        |
|  | Otto Beck                |         | 1891  | 1908        |
|  | Paul Martin              |         | 1908  | 1913        |
|  | Theodor Kutzer           |         | 1914  | 1928        |
|  | Hermann Heimerich        | SPD     | 1928  | 1933        |
|  | Carl Renninger           | NSDAP   | 1933  | 1945        |
|  | Josef Braun              | Zentrum | 1945  | 1948        |
|  | Fritz Cahn Garnier       | SPD     | 1948  | 1949        |
|  | Hermann Heimerich        | SPD     | 1949  | 1955        |
|  | Hans Reschke             |         | 1956  | 1972        |
|  | Ludwig Ratzel            | SPD     | 1972  | 1980        |
|  | Wilhelm Varnholt         | SPD     | 1980  | 1983        |
|  | Gerhard Widder           | SPD     | 1983  | 2007        |
|  | Peter Kurz               | SPD     | 2007  | En fonction |

## Héraldique

Les armes de Mannheim.

Le blason de Mannheim a été établi en 1896 et approuvé par le grand-duc de Bade.
Description du blason :
Parti, en 1 d'or au crochet de loup de gueules posé en pal, et en 2 de sable au lion d'or armé, lampassé et couronné de gueules.

## Culture

### Musées

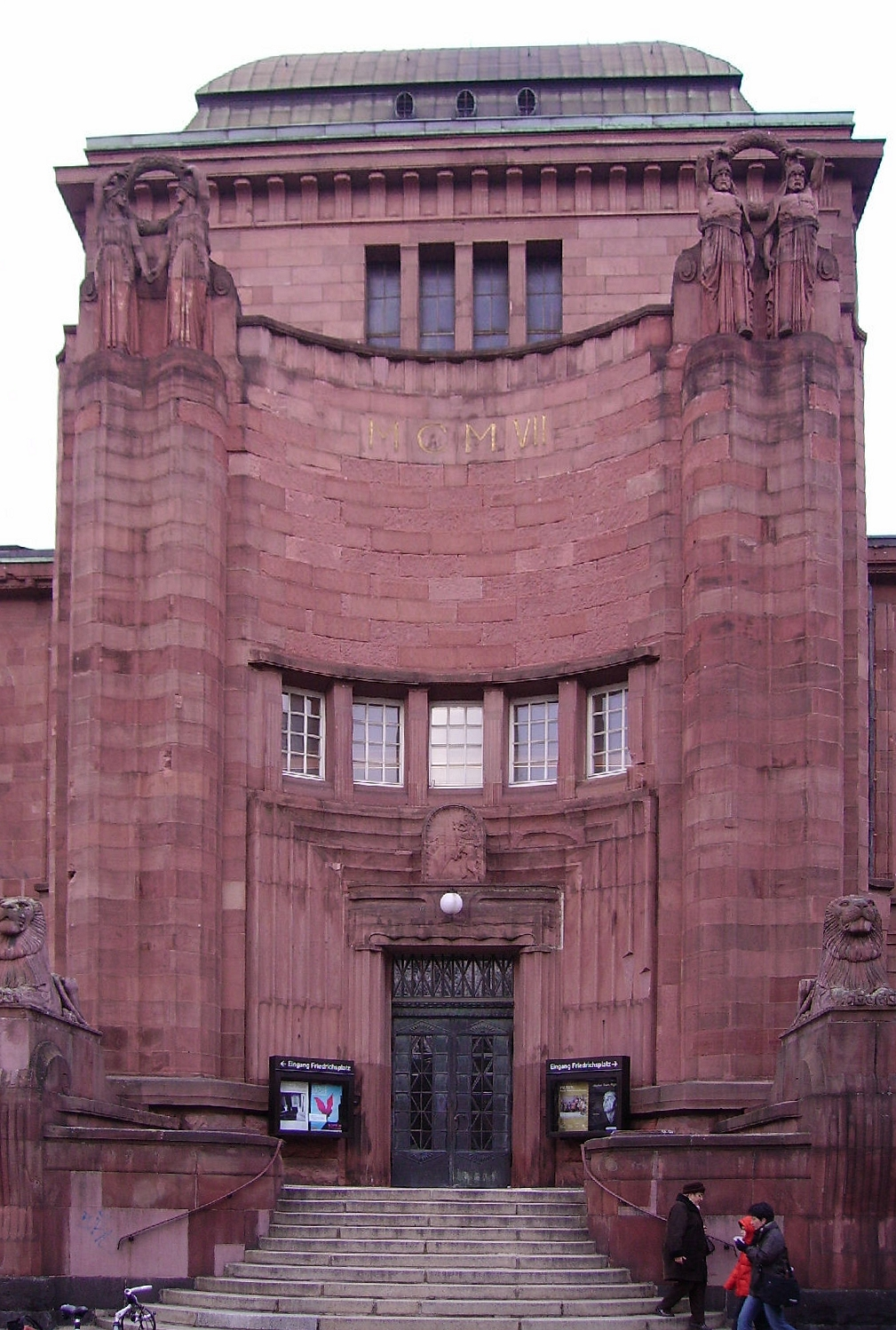
Porte sud-ouest de la galerie d'art de Mannheim.

La ville de Mannheim comporte des musées à thèmes :
La galerie d'art de Mannheim a été fondée en 1907, pour le 300e jubilé de la ville. La collection du musée consiste essentiellement en peinture allemande et française du XIXe au XXe siècle (notamment les natures mortes de cette période), ainsi que la sculpture internationale du XXe siècle. S'ajoutent à cela une collection de gravures, une collection graphique, des affiches, de la photographie et des installations vidéos… Le musée est particulièrement réputé pour ses expositions temporaires consacrées aux grands noms de l'art moderne et contemporain.
Le musée régional des Techniques et du Travail (Landesmuseum für Technick und Arbeit), ouvert en 1990, propose une description de l'industrialisation du Sud-Ouest allemand. Le musée comporte des installations décrivant l'approvisionnement en énergie (électricité et chauffage) de la région, mentionnant la société MVV et le centre de recherche sur l'énergie atomique de Karlsruhe. On trouve aussi le récit de l'aménagement de la région pour le train et le transport fluvial. C'est dans ce musée qu'a été exposée pour la première fois en Europe, en 1997, l'œuvre Körperwelten de Gunther von Hagens. Le bâtiment qui abrite le musée a été conçu par l'architecte Ingeborg Kuhler.

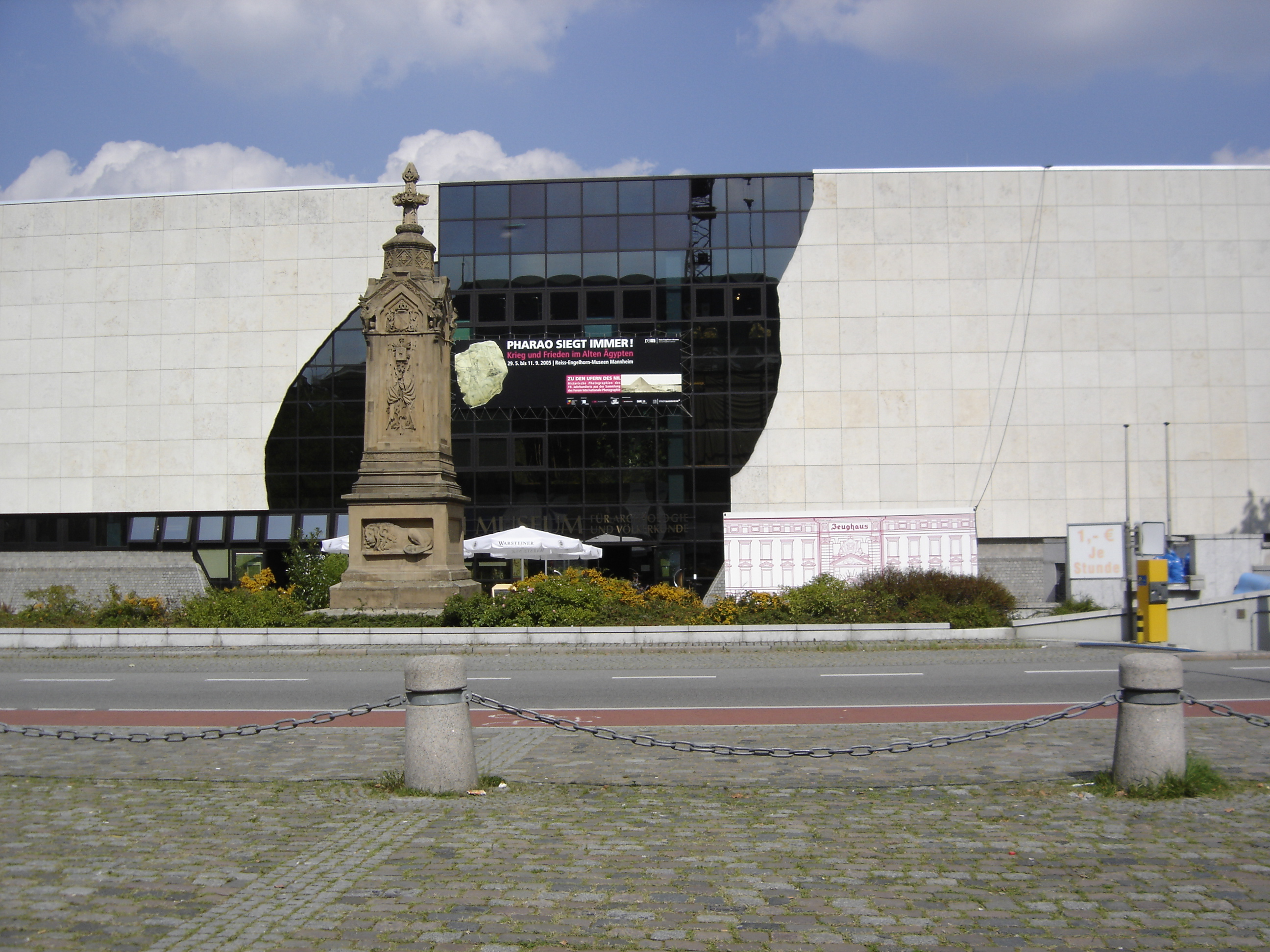
Le musée d'archéologie et des cultures du monde, appartenant au groupe Reiss-Engelhorn-Museen.

Les musées du groupe Reiss-Engelhorn-Museen remontent à 1763, avec la fondation de l'Académie des Sciences du Prince-Électeur. La première collection a été entamée en 1731 par le Prince-Électeur Charles Philippe, puis élargie en 1742 par le prince-électeur Charles Théodore. Ils sont aujourd'hui répartis dans plusieurs bâtiments à travers la ville et réunis en un seul organisme :
- Museum Weltkulturen[17] : le musée d'archéologie et des cultures du monde (dans le secteur D5) ;
- Museum Zeughaus[18] : le musée d'histoire de l'art, de la ville et du théâtre (secteur C5) ;
- la maison de Schiller[19] (secteur B5) ;
- Zephyr - Raum für Fotografie[20] (secteur C4), un espace d'exposition pour la photographie contemporaine ;
- l'Institut d'histoire de l'art et de la culture[réf. nécessaire] ;
- le centre d'Archéométrie[21] (secteur D6).

Chaque année, l'événement Die Lange Nacht der Museen (en français la longue nuit des musées), organisée de façon commune entre Mannheim, Ludwigshafen et Heidelberg, est la deuxième manifestation la plus importante mettant en jeu des musées après celle de Berlin.
Le Bateau-musée de Mannheim (Museumsschiff Mannheim), ex-Mainz, est amarré sur le Neckar.

### Théâtre
Mannheim est connu comme une Theaterstadt (ville de théâtre) : le Théâtre national de Mannheim (Nationaltheater Mannheim) a été créé en 1779, ce qui en fait la plus ancienne scène municipale d'Allemagne. En 1782, la première représentation de la pièce Les Brigands (Die Räuber) de Friedrich von Schiller a eu lieu dans ce théâtre. Aujourd'hui, le théâtre est organisé autour de quatre spécialités.
À ce théâtre s'ajoutent d'autres petites scènes comme Oststadt-Theater, TIG7 (Theater im Quadrat G7), Theater Oliv, Freilichtbühne, Theater31, Theater ImPuls, Mannheimer Puppenspiele et Kleinkunstbühne Klapsmühl'. 

### Musique: l'École de Mannheim
L'École de Mannheim (Mannheimer Schule) a été fondée en 1750 par Johann Stamitz et est devenue par la suite un groupe de musique de la cour du Prince-Électeur du Palatinat. Elle est devenue plus tard une école de compositeurs de musique.
Les deux fils du fondateur, Carl et Anton, furent à la fois ses élèves et ses successeurs. L'École de Mannheim compta encore, parmi ses membres, Anton Fils, Ignaz Holzbauer, Franz Xavier Richter et Johann Christian Cannabich.
Par ailleurs, il existe une structure musicale qui porte le nom de « motif mannheim » qui se retrouve par exemple dans les premières mesures :
- du quatuor no 4 en Mi mineur op. 44 No 2 (M 276) de Mendelssohn dans le premier thème du premier mouvement ;
- de la symphonie no 40 en Sol mineur (K 550) de Mozart dans le premier thème du quatrième mouvement.

## Architecture, topologie et infrastructures

### Château de Mannheim

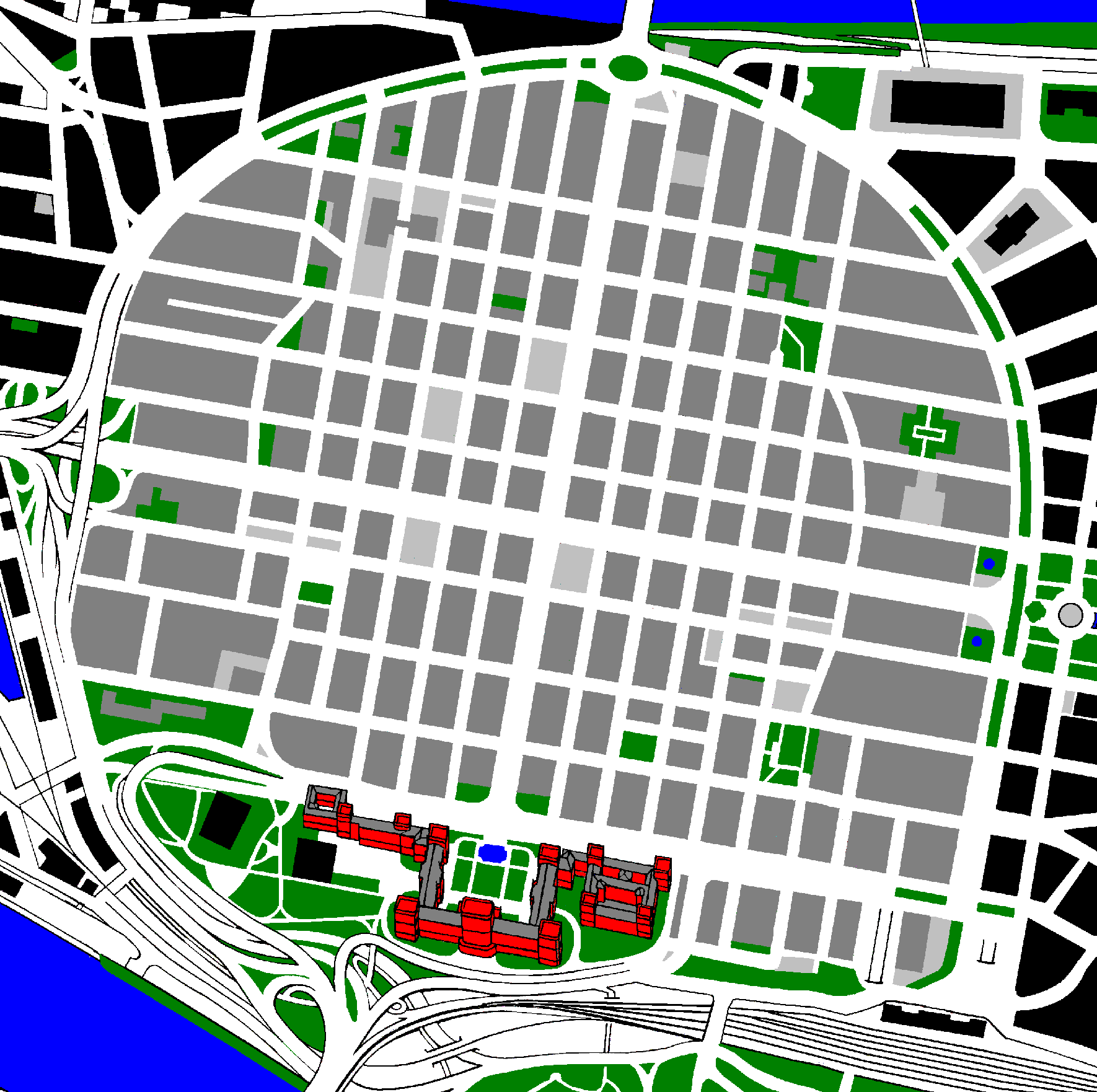
Situation du château.

Le château de Mannheim a été fondé en 1606. L'aile est du château abrite aujourd'hui l'université de Mannheim.

### Mannheim: Quadratestadt

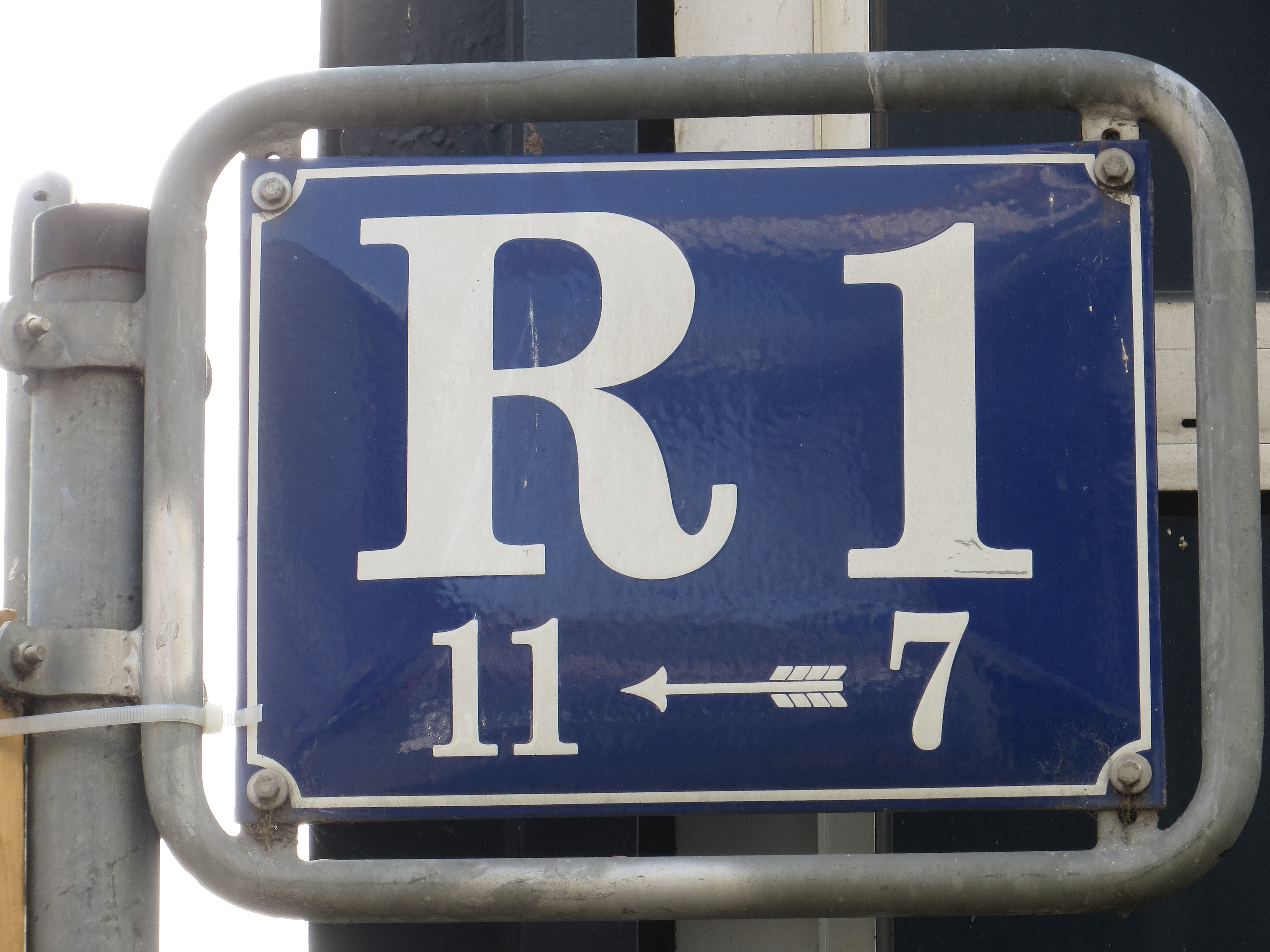
Exemple de plaque de rue.

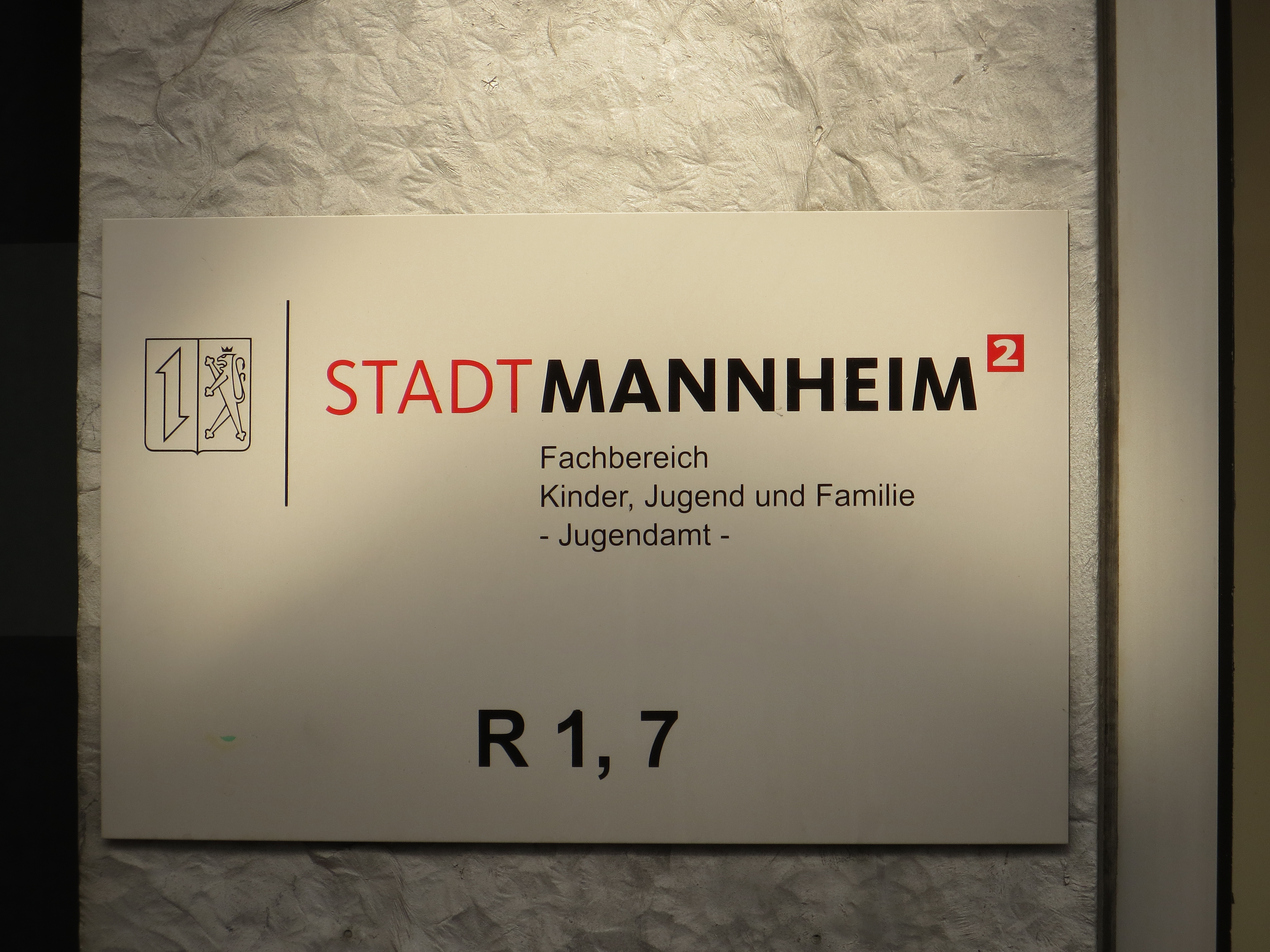
Exemple de plaque d'adresse.

Le centre historique de Mannheim suit une disposition en quadrillage, comme les villes romaines. Ce quadrillage a été créé à la demande du prince-électeur Frédéric IV. Les bâtiments sont limités en hauteur à quatre étages [réf. nécessaire], afin que le château et les églises puissent dominer la ville. D'ailleurs, la ville rassemblée sur un disque, embrassée par les ailes du château, illustre le pouvoir du prince sur ses sujets.
On surnomme Mannheim l'« échiquier » car c'est la ville d'Allemagne dont la construction est la plus régulière. Le centre se divise en 136 carrés nets et les pâtés de maisons se distinguent uniquement par des lettres et des numéros. Exemple : « Mon père habitait au K4 ».
Ce quadrillage présente une particularité remarquable : les adresses sont données dans un système de chiffres et lettres. Il n'existe aucun nom de rues comme il est d'usage dans toutes les villes. Cette particularité semble être unique dans le monde. Ainsi on peut trouver comme adresse : Stadt Mannheim R1,7 68167 Mannheim.
Ce système d'adresses pose régulièrement des problèmes pour valider des commandes via internet.[réf. souhaitée].
La ville-forteresse de Terezin (Theresienstadt) présente la même organisation en quadrilatère et coordonnées en L (longitudinale) et Q (Quer… : transversal).

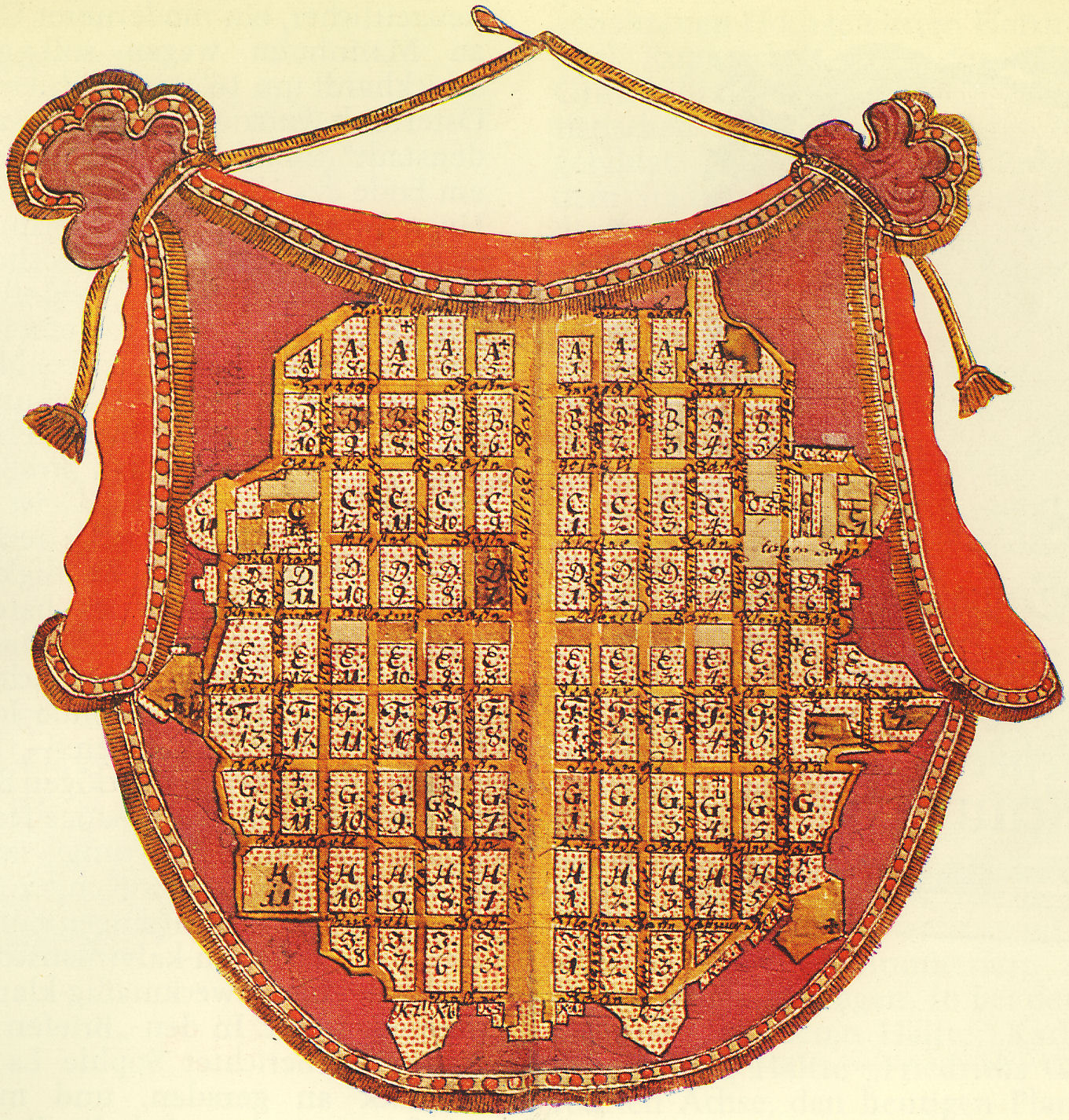
1796
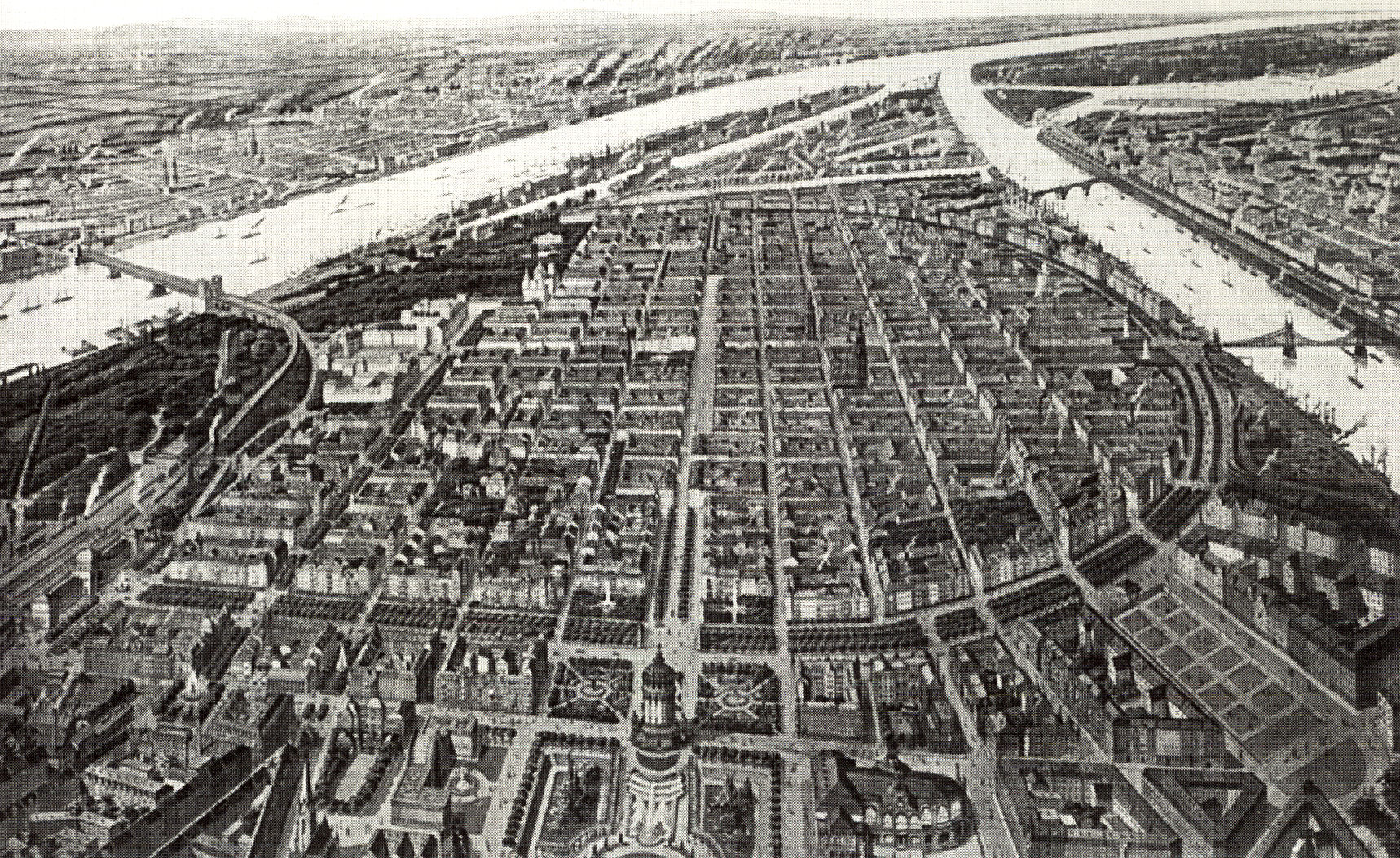
1900
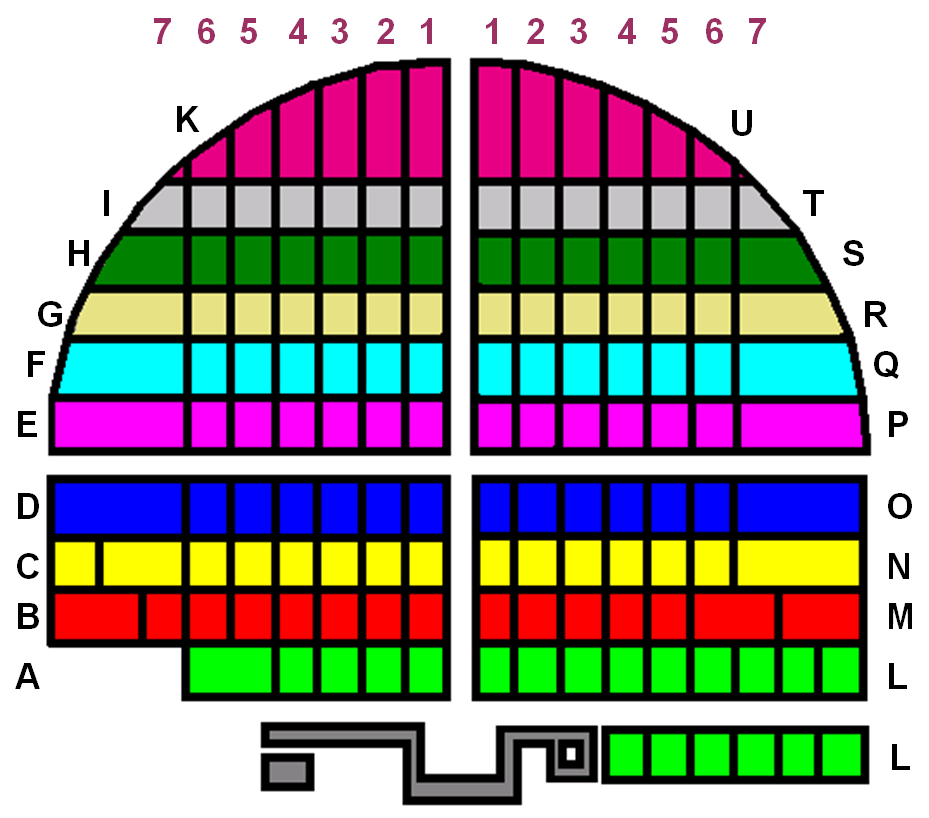
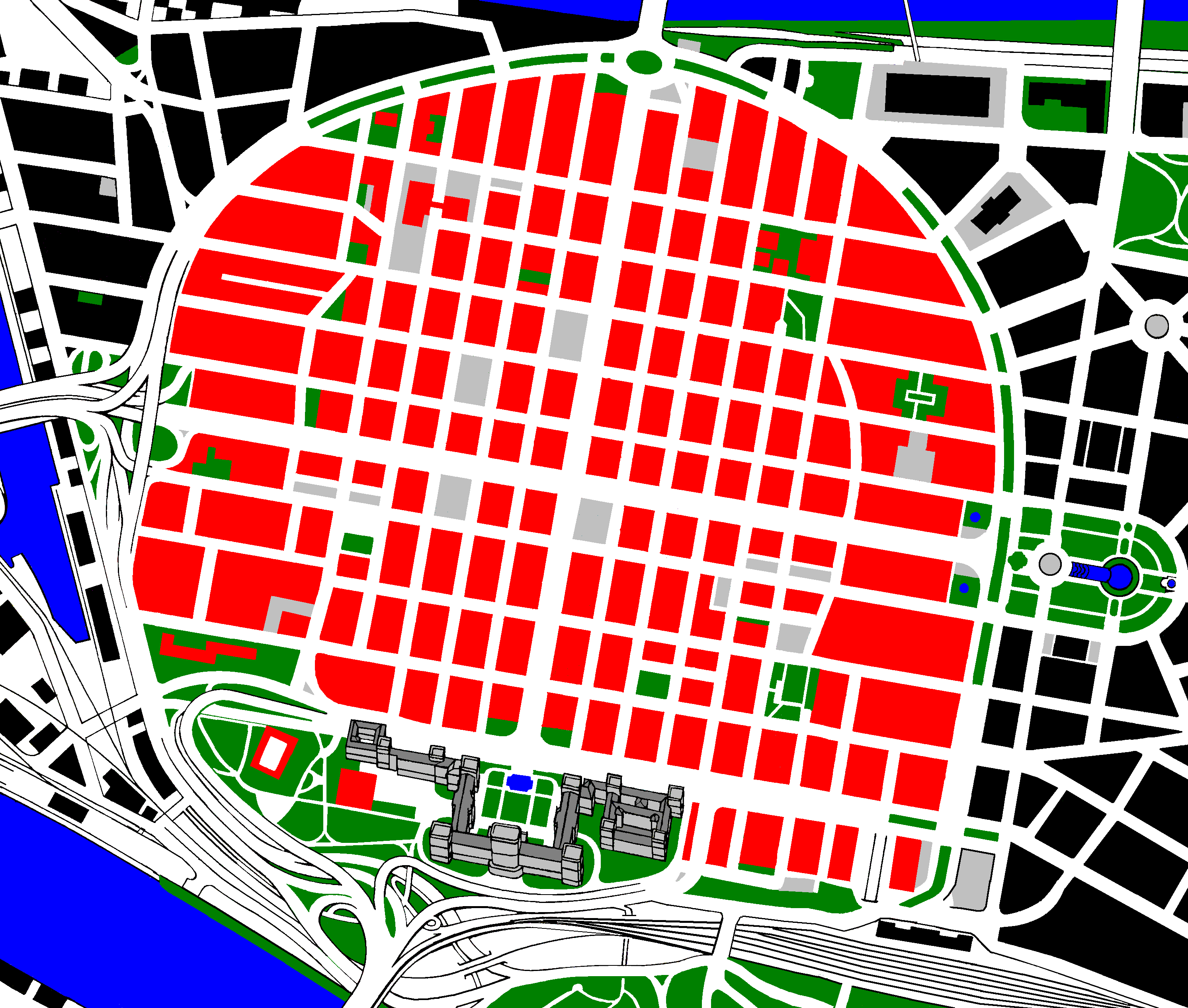

### Infrastructures historiques

#### Places

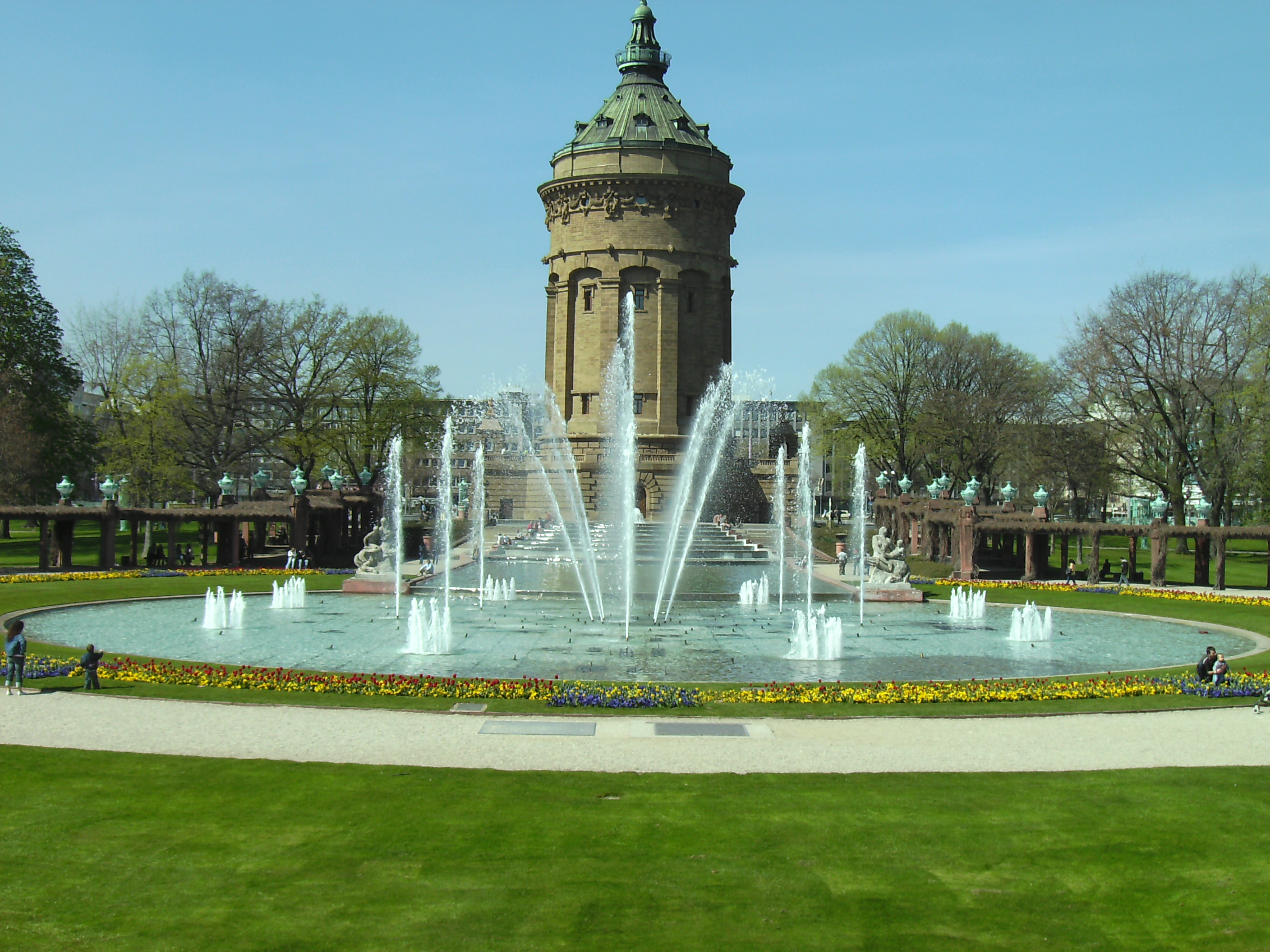
Le château d'eau et la fontaine, sur la place Frédéric.

À l'est du centre-ville, sur la place Frédéric (Friedrichsplatz) se tient le château d'eau de Mannheim (Mannheimer Wasserturm). Il culmine à 60 m de hauteur. Il a été entamé en 1889, dans un style néo-baroque et a été couronné d'une statue d'Amphitrite de 3,50 m de hauteur. En 1903, la place qui l'entoure a été agrémentée par Bruno Schmitz de fontaines, de pièces d'eau et d'espaces verts en style Art nouveau. En été, les jets d'eau sont éclairés une heure après le coucher du soleil. En hiver, un marché de Noël se tient entre le château d'eau et la fontaine Triton.
En empruntant les rues piétonnes vers l'ouest (Mannheimer Planken), on accède à la place de la Parade (Paradeplatz).

#### Luisenpark
Le Luisenpark (parc de Louise) est avec ses 41 hectares le plus grand parc de la ville. Il a été créé en 1903 puis agrandi en 1975. Il se situe à proximité du centre-ville, au nord-est de celui-ci ; il longe la berge gauche du Neckar. Il propose de nombreuses attractions dont une serre, les gondolettas (Tow boat ride), un jardin zoologique, des cochons d'inde (meerschweinchen en allemand), des pingouins, une salle présentant des papillons…

#### Unterer Luisenpark
C'est un autre parc de la ville, voisin du précédent, situé à l'Ouest de celui-ci, où fréquemment, des spectacles de claquettes (steptanzer en allemand) sont offerts aux passants.

#### Églises
- Église des Jésuites de Mannheim, chef-d'œuvre du baroque

### Infrastructures modernes

#### Tour de télévision
La tour de télévision (Der Fernmeldeturm) culmine à 212 mètres, elle a été érigée en 1975. Elle est située entre le Luisenpark et l'Unterer Luisenpark, au bord du Neckar.

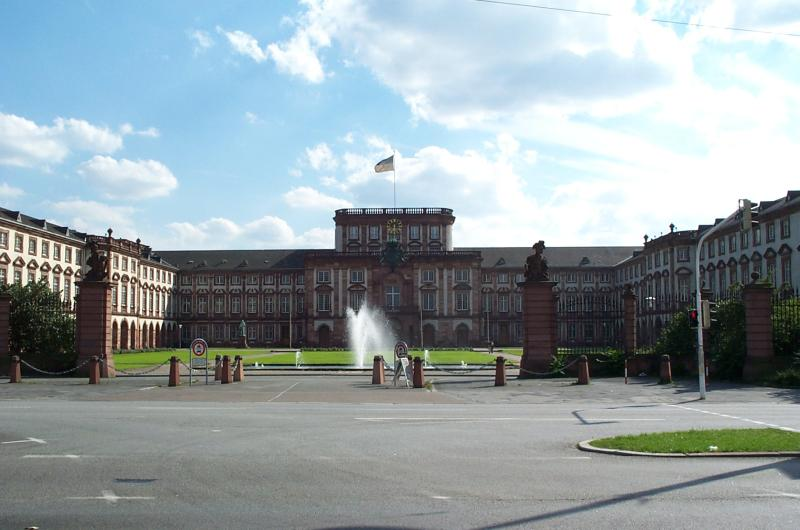
Le château et l'université de Mannheim.
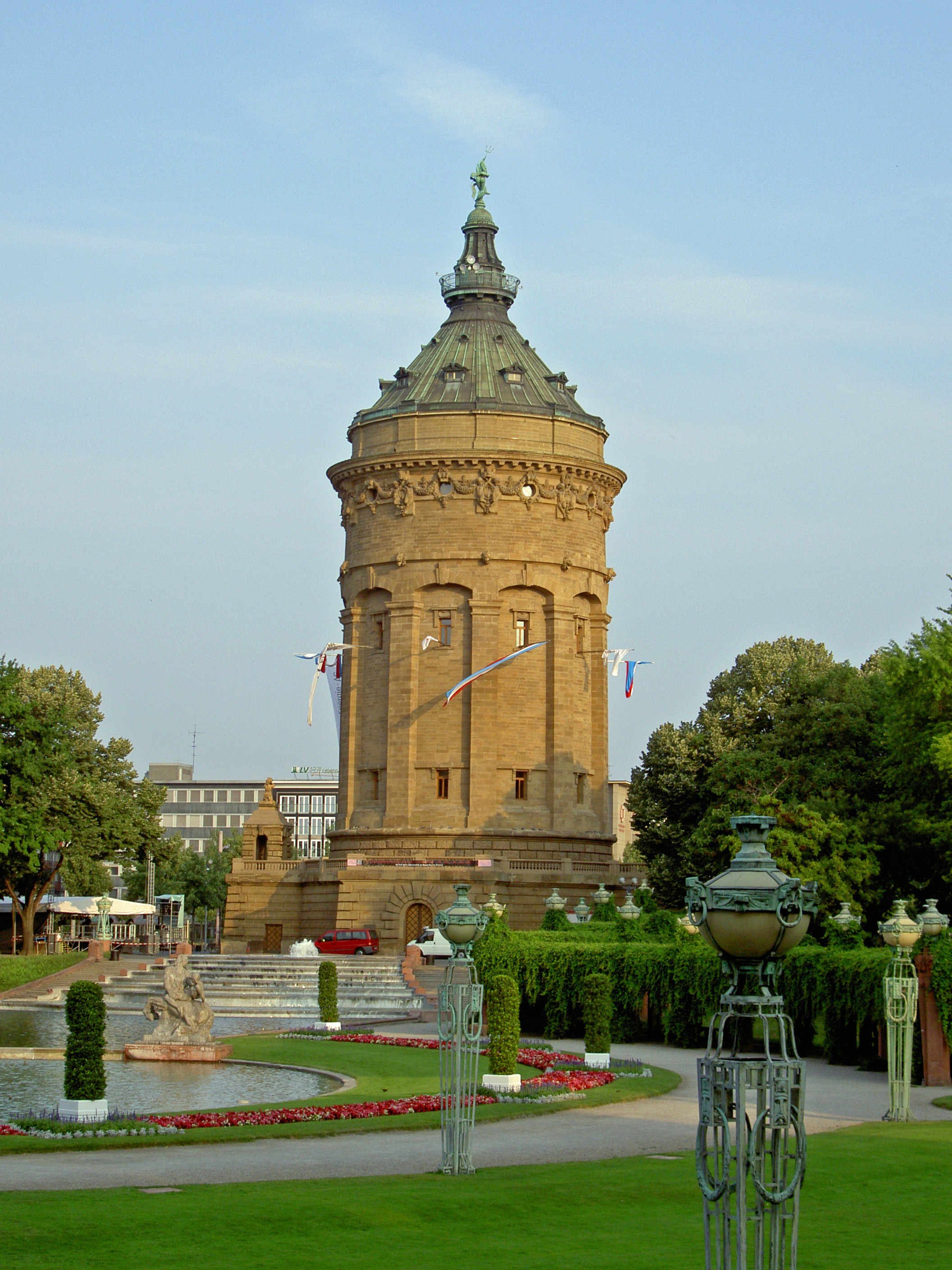
Château d'eau.
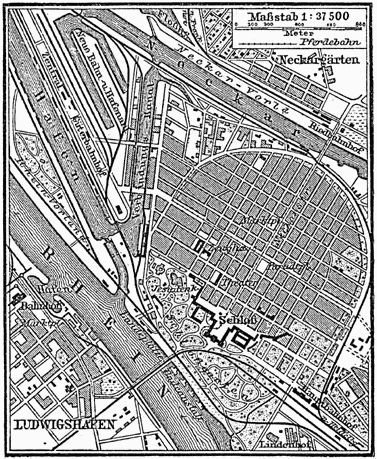
La topologie caractéristique dans un plan de 1888.
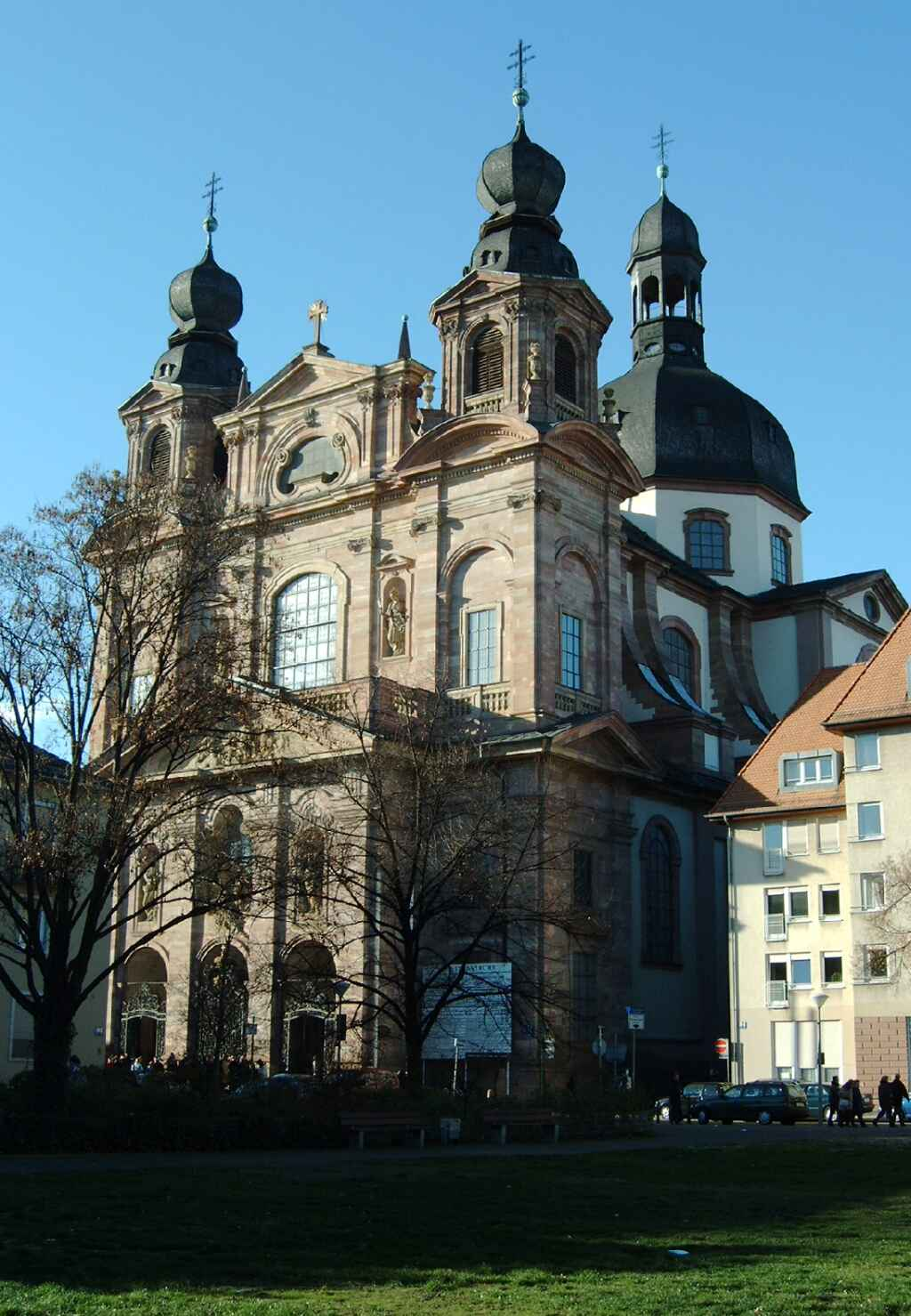
Mannheim, église jésuite.

## Recherche et enseignement

### Écoles et universités
Mannheim abrite 24 000 étudiants répartis dans dix écoles (Hochschule) et universités :
- L'université de Mannheim, fondée en 1907 pour être une école de commerce, tient son rôle d'université depuis 1967. Ses facultés d'économie et de sciences sociales sont parmi les meilleures du pays. L'université recense environ 11 500 étudiants[27].
- L'université de médecine de Mannheim (de), qui fait partie de l'université de Heidelberg, avec 800 étudiants.
- L'école fédérale d'administration publique[28] (Fachhochschule des Bundes für öffentliche Verwaltung), fondée en 1978, avec 1 200 étudiants.
- L'Académie fédérale d'administration et de technique militaires (Bundesakademie für Wehrverwaltung und Wehrtechnik), fondée en 1961, qui est aujourd'hui le centre névralgique de l'organisation de l'enseignement de l'administration de l'armée allemande ainsi que de la formation spécialisée dans les techniques militaires.
- L'école fédérale d'administration militaire (Bundeswehrverwaltungsschule), qui propose des formations et formations continues pour les fonctionnaires du service technique de l'armée allemande.
- L'école de l'agence fédérale pour l'emploi (Hochschule der Bundesagentur für Arbeit), issue en 2006 de la grande école spécialiste fédérale, accueille 900 étudiants.
- La grande école de Mannheim (Hochschule Mannheim), fondée en 1898 en tant qu'école d'ingénieur, c'est une école technique depuis 1971. Elle compte aujourd'hui 4 100 étudiants.
- L'école d'état de musique et d'art représentatif (Staatliche Hochschule für Musik und Darstellende Kunst Mannheim), fondée à la suite de l'Académie de danse ouverte en 1762, qui abrite 600 étudiants.
- Le centre d'études coopératives, (Berufsakademie Mannheim), avec 4 500 étudiants.
- L'académie pop du Bade-Wurtemberg (Popakademie Baden-Württemberg), fondée en 2003 est une institution unique en son genre en Allemagne qui propose des études dans les domaines de Musikbusiness et Popmusikdesign.

### Recherche et instituts
- L'Institut pour le droit médical, le droit relatif à la santé et la bioéthique allemands, européens et internationaux (IMGB), fondé en 1998 par les universités de Mannheim et de Heidelberg, est un des centres les plus renommés en Allemagne pour la recherche associée à ces domaines.
- L'Institut pour la langue allemande (Institut für Deutsche Sprache), fondé en 1964, se concentre sur la recherche en linguistique.
- L'institut pour la recherche dans les disciplines reliant la recherche fondamentale et la recherche appliquée (Institut für Mittelstandsforschung), procède depuis 1989 à une recherche empirique et interdisciplinaire du développement de l'économie à l'échelle intermédiaire.
- La société de recherche pour les installations électriques et l'économie de l'énergie électrique (Forschungsgemeinschaft für elektrische Anlagen und Stromwirtschaft e.V.) travaille pour l'efficacité, la sécurité et l'impact économique de la distribution de l'énergie électrique.
- L'institut Forschungsgruppe Wahlen étudie le comportement des électeurs et observe les tendances de la société.
- L'institut international pour la formation professionnelle dépend du ministère de la culture, de la jeunesse et des sports du Bade-Wurtemberg.
- Le séminaire d'État de formation des enseignants et de pédagogie pour l'école élémentaire et la Hauptschule.
- Le Centre de recherche européenne en économie de Mannheim (Mannheimer Zentrum für Europäische Sozialforschung) travaille depuis 1991 pour la recherche appliquée empirique en économie.
- Le Centre des sondages, méthodes et analyses (Zentrum für Umfragen, Methoden und Analysen, ZUMA) observe et analyse l'évolution de la société avec des indices basés sur des critères sociaux.

## Transports
Mannheim constitue une plateforme multimodale ; le port industriel et la gare de triage sont des éléments essentiels des transports de l'agglomération.

### Transport fluvial
Le port de Mannheim constitue le plus grand port fluvial d'Allemagne.[réf. souhaitée]

### Transport routier
L'agglomération Mannheim-Ludwigshafen est entièrement encerclée par des autoroutes reliées entre elles par 7 croisements. L'autoroute A 6 dessert le Nord et l'Est de l'agglomération. Le périphérique autoroutier se compose également de l'autoroute A 61 à l'Ouest et au Sud de Ludwigshafen, sur la rive gauche du Rhin. Au nord-est de Mannheim passe l'A 67, qui relie Darmstadt et Francfort-sur-le-Main. À l'Est se trouvent l'A 656, qui conduit à Heidelberg, et l'A 659, qui conduit à Weinheim. Plus loin à l'Est, on trouve l'A 5 qui relie Francfort-sur-le-Main et Karlsruhe. Les routes nationales (Bundesstraße) B 36, B 37, B 38, B 38a et B 44 traversent la ville de Mannheim.

### Transports ferroviaires
Mannheim est le plus important nœud ferroviaire du Sud-Ouest allemand. En 2005, la gare centrale de Mannheim accueillait quotidiennement 185 trains. Depuis 1991, une ligne grande vitesse assure une liaison rapide et efficace avec la région de Stuttgart (dont 1A/R chacun par TGV POS et ICE vers Paris) depuis 2007 en prolongement de la LGV Est européenne. Depuis 2016, cette ligne assure aussi la relation Paris-Francfort via Strasbourg (2A/R chacun par TGV et ICE).
La gare de triage de Mannheim est la deuxième plus importante d'Allemagne après celle de Maschen (Hambourg). En 2005, 30 trains internationaux, 60 trains nationaux et 440 trains régionaux de marchandises étaient quotidiennement préparés.
La société Rhein-Neckar-Verkehr gère les transports publics de la région Rhin-Neckar. La ville de Mannheim dispose de 9 lignes de tramway desservant le centre-ville.
La ville est desservie par le tram-train S-Bahn RheinNeckar.

### Transport aérien
La ville est desservie par le City-Airport de Mannheim.

## Économie

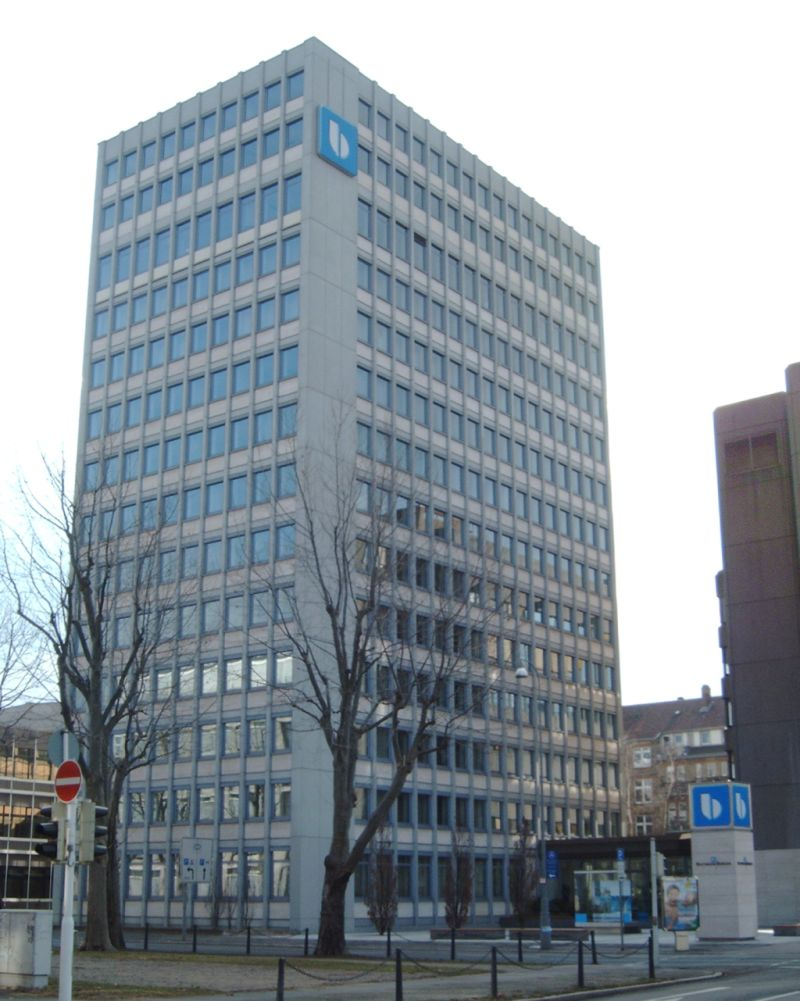
Siège social de Bilfinger Berger, l'une des principales entreprises de la ville.

Mannheim constitue le centre économique de la région Rhin-Neckar.
La ville abrite plusieurs sièges sociaux, comme MVV, société qui gère l'énergie et une partie des transports publics de la région, ou encore Bilfinger Berger, entreprise de bâtiment et travaux publics.

### Inventions et découvertes faites à Mannheim
- En 1817, Karl Drais y inventa et utilisa le premier deux roues, un vélocipède baptisé draisienne[29] en son honneur.
- En 1885, Carl Benz y inventa et conduisit la première automobile, un tricycle doté d'un moteur à combustion interne atteignant la vitesse de 12 km/h[30].

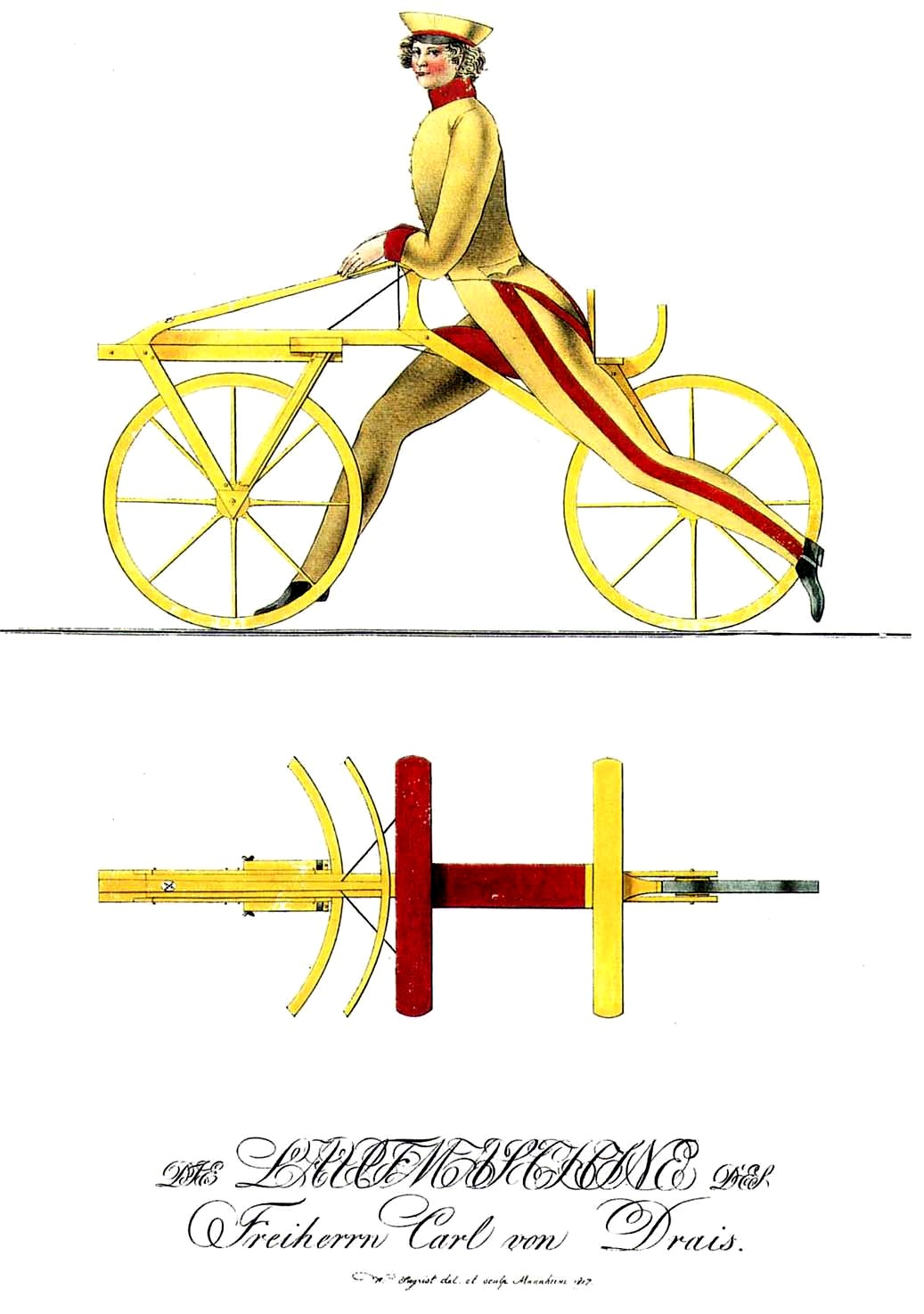
La première bicyclette au monde, construite à Mannheim par Karl Freiherr von Drais en 1817.
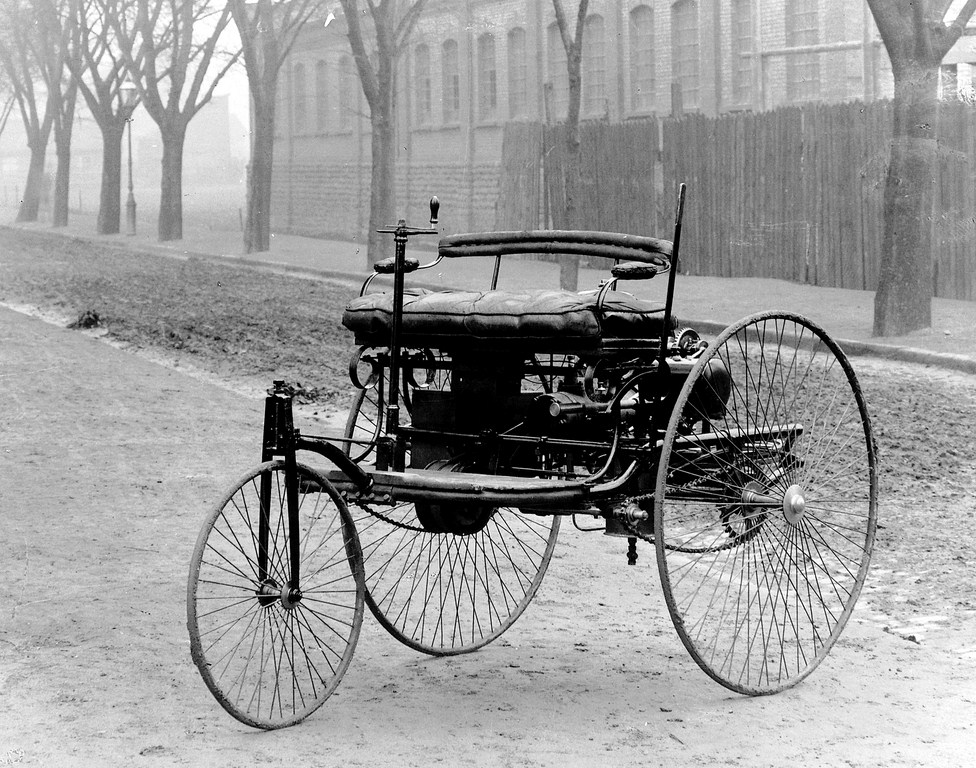
La première automobile au monde, construite à Mannheim par Carl Benz en 1885.
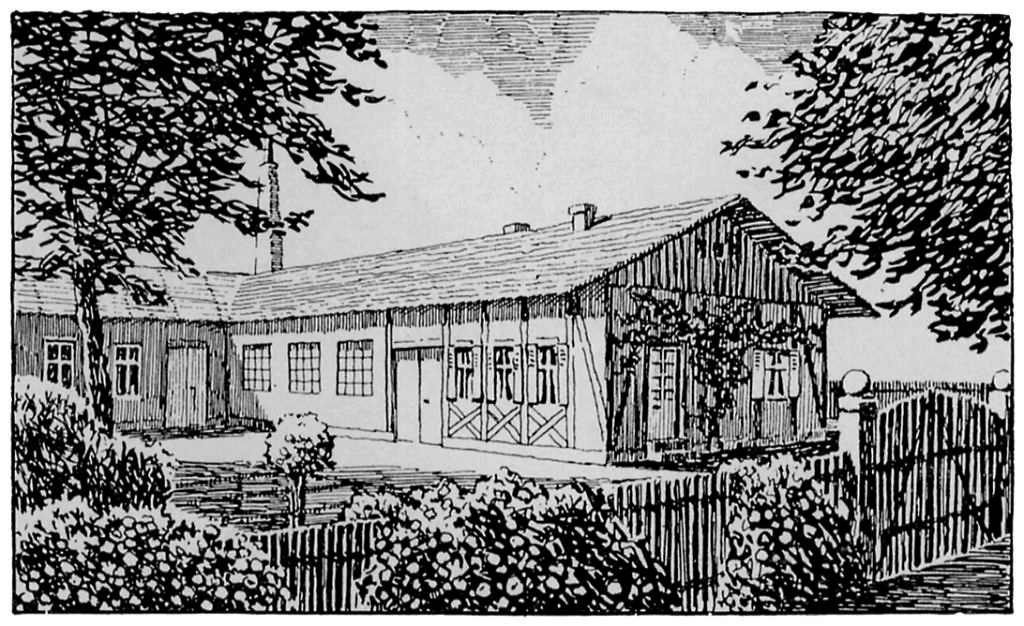
L'usine Carl Benz à Mannheim (T6, 11).
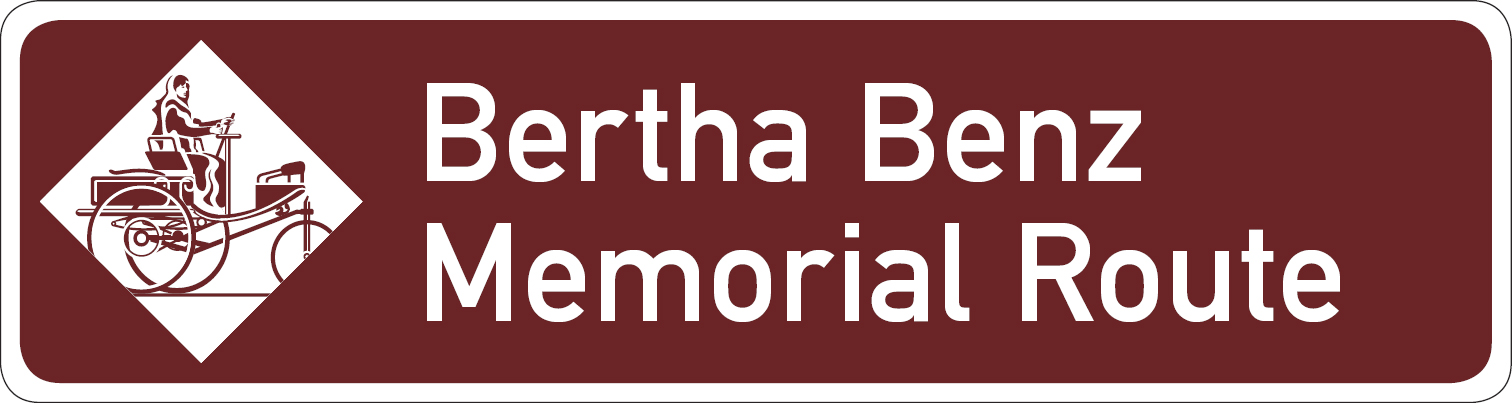
Logo officiel du Bertha Benz Memorial Route, commémorant le record mondial de la plus longue distance parcourue par une automobile, entre Mannheim et Pforzheim en 1888 (104 km).

### Industries
Même si rien n'est comparable à la gigantesque usine de chimie de BASF de Ludwigshafen (juste de l'autre côté du Rhin), Mannheim est marqué par le site de DaimlerChrysler, au nord de la ville dans le quartier de Luzenberg. Ce site regroupe trois usines du groupe Benz : une fonderie DaimlerChrysler, une fabrique de moteur DaimlerChrysler, et l'usine EvoBus, filiale de Daimler qui construit des bus de marque Mercedes et Setra. Le site emploie plus de 10 000 personnes.
Une usine John Deere, héritière de l'ancienne Heinrich Lanz AG, vouée à la construction de tracteurs agricoles de 72 à 210 CV, est présente à Mannheim. Sur un site de 46 hectares dont 20 couverts, John Deere emploie près de 2 700 personnes.

## Divers

### Sports
- La ville abrite le Rhein-Neckar Löwen, un club de handball qui évolue actuellement en DHK Handball-Bundesliga. Il fait partie des grands club d'Europe, comptant dans son palmarès un titre international, la Coupe EHF.
- Adler Mannheim (DEL).
- SV Waldhof Mannheim, VfR Mannheim (football).

Se sont déroulés à Mannheim :
- les championnats d'Europe 1997 de saut d'obstacles ;
- les championnats d'Europe 2007 de saut d'obstacles.

### Personnalités liées à Mannheim
Depuis 1820, la ville décerne le titre de citoyen d'honneur (Ehrenbürger) à des personnalités qui ne sont pas forcément nées à Mannheim et qui n'y ont pas forcément vécu, mais dont l'œuvre a joué un rôle significatif dans la vie de la ville.
Il existe une autre distinction : les Bloomaulorden, qui sont les « véritables » habitants de Mannheim.

### Littérature
Victor Hugo l'évoque dans ses lettres fictives de récit de voyage Le Rhin (1842).

### Jumelages et relations internationales
Mannheim est jumelée avec les villes suivantes :
- Swansea (Royaume-Uni) depuis 1957 ;
- Toulon (France) depuis le 25 octobre 1958 ;
- Charlottenburg (Allemagne) depuis 1961 ;
- Windsor (Canada) depuis 1980 ;
- Riesa (Allemagne) depuis 1988 ;
- Chişinău (Moldavie) depuis 1989 ;
- Bydgoszcz (Pologne) depuis 1991 ;
- Klaipėda (Lituanie) depuis 2002 ;
- Zhenjiang (Chine) depuis 2004 ;
- Haifa (Israël) depuis 2009.

La ville abrite également :
- le Consulat de France ;
- le Consulat d'Italie ;
- le Consulat du Niger.